# Bezirksverwaltung für Staatssicherheit Leipzig
Die Bezirksverwaltung für Staatssicherheit Leipzig (kurz BVfS Leipzig) war eine regionale Außenstelle des Ministeriums für Staatssicherheit (MfS) der Deutschen Demokratischen Republik (DDR), gemeinhin bekannt als „Stasi“. Sie war verantwortlich für die Überwachung und Unterdrückung von Andersdenkenden im Bezirk Leipzig. Die Bezirksverwaltung befand sich in Leipzig auf dem Areal Dittrichring 24/Große Fleischergasse und verfügte über 13 Kreisdienststellen. Von den, je nach einbezogenen Diensten und Mitarbeitergruppen, über 2.390 bis 3.792 hauptamtlichen Mitarbeitern arbeiteten ungefähr 750 in der Zentrale in Leipzig. Zusammen mit den fast 10.000 inoffiziellen Mitarbeitern (IMs) war die Bezirksverwaltung Leipzig eine der größten der DDR.
Die BVfS Leipzig wurde im Zuge der Verwaltungsreform von 1952 gegründet und war bis zu ihrer Auflösung Ende 1989 tätig. Haupttätigkeitsfelder neben vielfältig repressiven Überwachungsmaßnahmen gegen die Bevölkerung waren die Kontrolle der Leipziger Messe und die Auslandsspionage, konkret in Nordrhein-Westfalen, aber auch die Umsetzung der Direktive 1/67, in der als „Vorbeugekomplex“ DDR-weit 86.000 Bürger erfasst waren und die ein System von Isolierungs- und Internierungslagern vorsah. Nach der Besetzung am 4. Dezember 1989 im Rahmen der Montagsdemonstrationen verlor die Bezirksverwaltung ihre Funktion. Vereinzelte Aktivitäten ehemaliger Mitarbeiter der BVfS Leipzig sind aber bis heute in Vereinen (GRH, GBM) spürbar. Seit 1990 beherbergt das Gebäude am Innenstadtring die Gedenkstätte Museum in der „Runden Ecke“, in der die Erinnerung an die Tätigkeit der Stasi von vielen Leipziger Bürgern wachgehalten wird, welche teilweise die repressiven Aktivitäten noch selbst miterlebt hatten.
Die Gebäude der ehemaligen Stasi-Zentrale – die auch eine der größten Bunkeranlagen (für 750 Personen) auf dem Stadtgebiet Leipzigs enthalten – werden teilweise als Museum verwendet, teilweise von Ämtern und Vereinen, teilweise sind sie ungenutzt. Auch die Akten der BVfS sind hier in einer Außenstelle des Bundesarchivs öffentlich zugänglich. Die langfristige Nachnutzung des Erweiterungsbaus wird seit 2017 verstärkt diskutiert. Anfang 2024 wurde aus über 60 Vorschlägen ein Entwurf gewählt, der „wesentliche Teile des Bestands … ressourcenschonend bewahrt und sinnvoll durch Neubau ergänzt.“ Dabei macht es der Standort erforderlich, die archäologischen und „baulichen Spuren der Wiege Leipzigs“ auf dem Areal zu erhalten.

## Standort

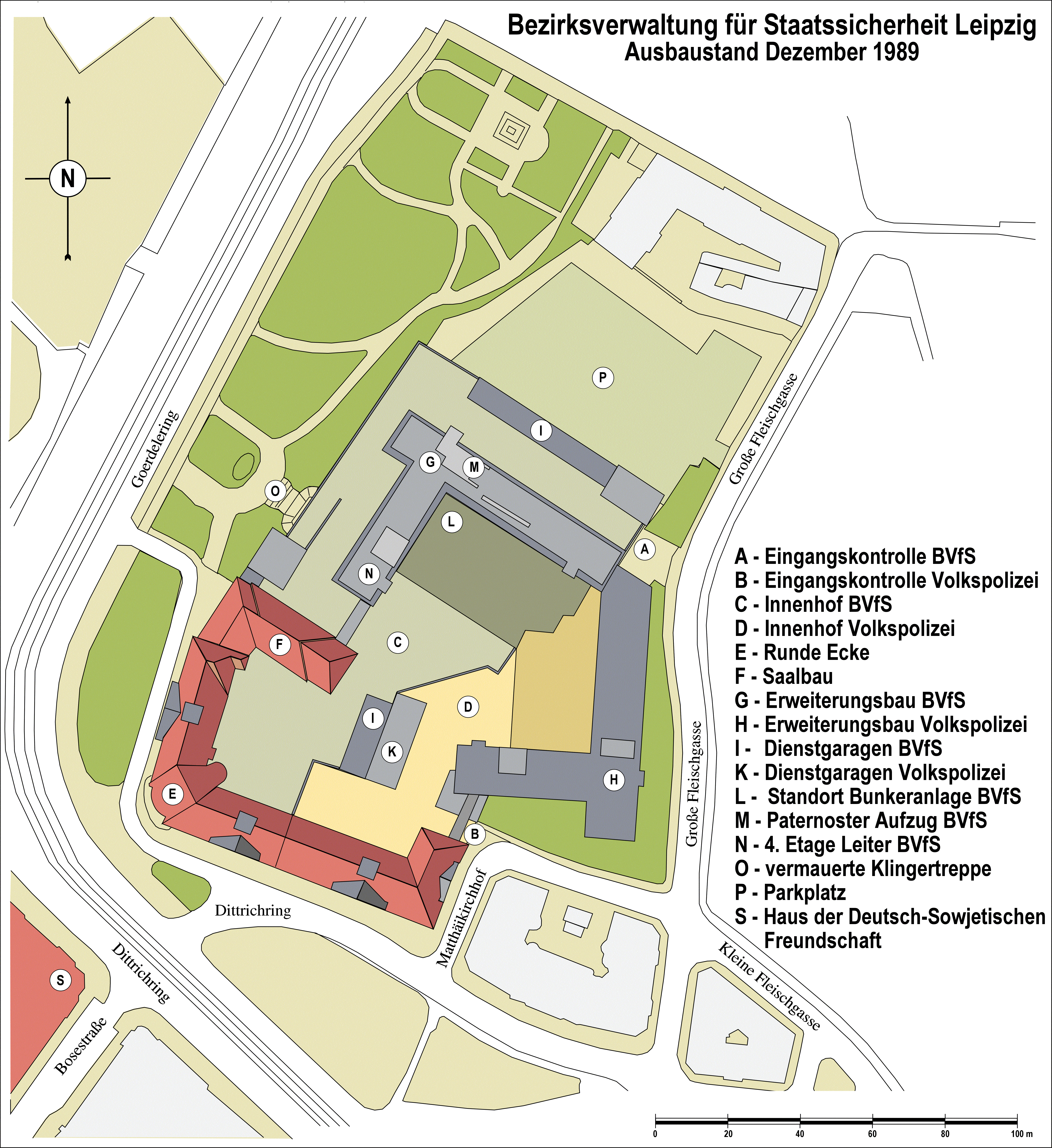
Plan der BVfS Leipzig, Ausbaustand 1989

### Lage und Vorgeschichte

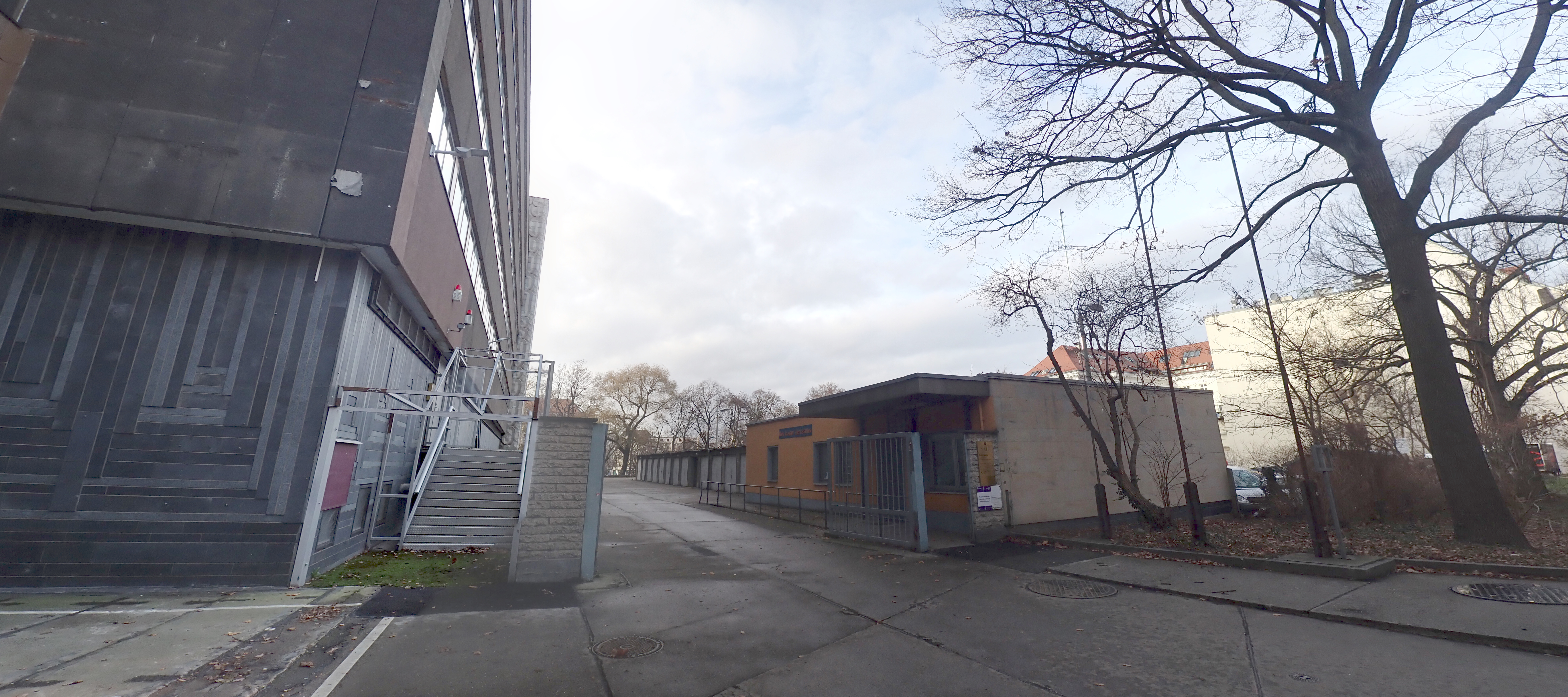
Ehemaliger Haupteingang der BVfS Leipzig, 2023

Das etwa 15.800 Quadratmeter große Grundstück, auf dem die Bauten der Bezirksverwaltung errichtet wurden, liegt in der nordwestlichen Altstadt von Leipzig auf der Innenseite der Ringstraße. Dabei ahmen die ehemaligen Bürogebäude der Bezirksverwaltung Leipzig, die zwischen Dittrichring, Großer Fleischergasse, Matthäikirchhof und Goerdelerring stehen, eine Blockrandbebauung nach. An dieser Stelle hatte im 11. Jahrhundert die Burg Leipzig gelegen, die Thietmar von Merseburg erstmals zum Jahr 1015 als „urbs lipzi“ erwähnt.
Die zuletzt 1950 bis 1956 offengelegten Grabungen auf dem Gelände zeigten die Spuren dieser ursprünglichen Burganlage, der eigentlichen „Wiege Leipzigs“. Mit den ab 2024 neugeplanten Bauarbeiten besteht die Chance, diese archäologischen und bauhistorischen Zeugnisse mit modernen Methoden offenzulegen und in die neuen Planungen öffentlichkeitswirksam einzubeziehen.
Ab dem 13. Jahrhundert siedelten sich dort Franziskaner an und errichteten ein Kloster, welches im Zuge der Reformation aufgelöst wurde. Die Reste der Klosterkirche dienten zunächst als Lager, sie wurde aber 1699 von der Bürgerschaft neu aufgebaut. Im 19. Jahrhundert wurde sie als Matthäikirche im Stil der Neugotik erneuert.
Die enge Bebauung nach der Reformation wich an der Seite des Innenstadtrings um 1913 den Gebäuden der „Runden Ecke“. Während des Zweiten Weltkriegs wurde das Viertel samt Kirche durch Bombenangriffe 1943 schwer zerstört. Der Bau der „Runden Ecke“ blieb jedoch erhalten und wurde zunächst von der amerikanischen Militärverwaltung genutzt, später von der sowjetischen. Mit der Gründung der DDR 1949 wurde der Gebäudekomplex an die sich 1950 neu konstituierende Staatssicherheit übergeben. Dabei wurden neben der Ruine der Matthäikirche auch weitere kriegszerstörte Häuser abgebrochen. Um 1953 erfolgten umfangreiche archäologische Untersuchungen durch Herbert Küas auf dem Gelände, anschließend wurden auf dem Areal Neubauten hinter der „Runden Ecke“ errichtet.

### Bau „Runde Ecke“
Das Gebäude wurde zwischen 1911 und 1913 als Geschäftshaus der Alten Leipziger Feuerversicherung nach Plänen der Architekten Hugo Licht und Karl Poser zusammen mit dem Büro Weidenbach & Tschammer errichtet. Nach Einzug amerikanischer Truppen in die Stadt im Jahr 1945 nutzte die US-Armee das Gebäude für einige Monate, anschließend folgte eine Nutzung durch das Innenministerium der Sowjetunion und des MfS-Vorläufers K5. Von 1950 bis 1989 war dort der Sitz der Bezirksverwaltung für Staatssicherheit in Leipzig. Seit August 1990 beherbergt die „Runde Ecke“ die ständige Ausstellung Stasi – Macht und Banalität. Träger ist das Bürgerkomitee Leipzig e. V. mit ihrem Geschäftsführer Tobias Hollitzer. Das Gebäude wird zudem von dem Bundesbeauftragten für die Unterlagen des Staatssicherheitsdienstes der ehemaligen Deutschen Demokratischen Republik (BStU) als Außenstelle, einem Teil des Bundesarchivs, genutzt.

### Saalbau
Von 1956 bis 1958 wurde der Saalbau errichtet. Der Name geht auf einen großen Fest- und Kinosaal im 4. Stock zurück, der für Filmvorführungen und zu Schulungszwecken genutzt wurde. Auch große Feierlichkeiten, wie Jahrestage, wurden hier abgehalten, auf denen hochrangige Stasioffiziere wie Markus Wolf, langjähriger Leiter der Auslandsspionage, ihre Reden hielten. Im Keller des fünfstöckigen Verwaltungsbaus befand sich eine Kegelbahn für das MfS. Die Büroräume dazwischen nutzten die Abteilungen „Finanzen“ und „Kader und Schulung“, aber auch die „Auslandsaufklärung“ (Abteilung XV). Von 1978 bis 1985 war im Keller zusätzlich eine HO-Verkaufsstelle eingerichtet, die – nach dessen Fertigstellung – in den Erweiterungsbau verlegt wurde. In den freiwerdenden Raum kam die Datenendstelle des Messdatenspeichers. Um für den 40. Jahrestag der DDR zur Verfügung zu stehen, wurde der Saal 1989 umfassend erneuert. Im Anschluss an die Montagsdemonstrationen wurden hier Filmaufnahmen und Fotos der Demos vorgeführt, um Teilnehmer zu identifizieren und weiter zu verfolgen.

### Erweiterungsbau

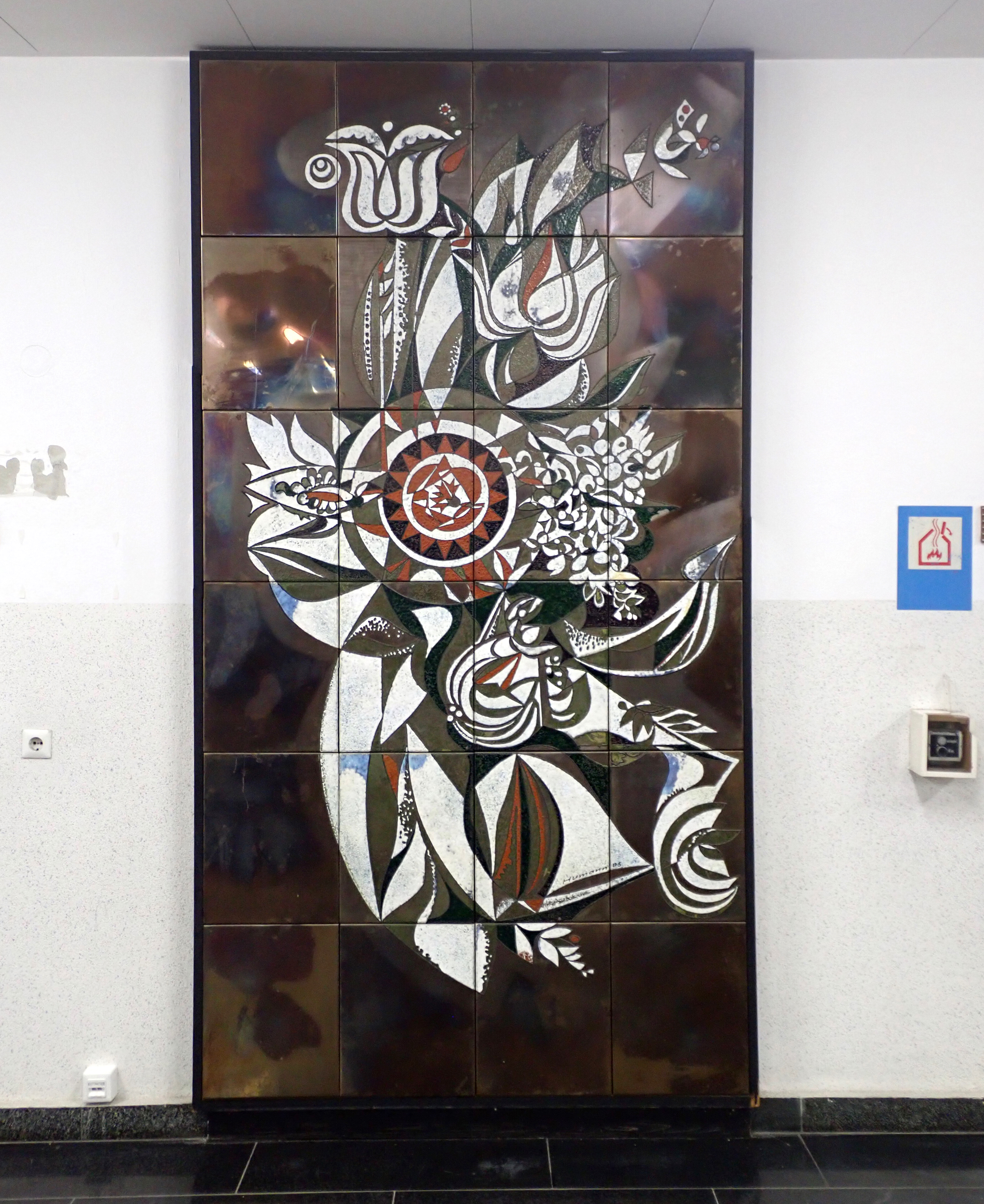
Emaille-Wandrelief von Helmut Humann, aufgenommen 2023

Am 25. Januar 1980 erfolgte die offizielle Grundsteinlegung des Erweiterungsbaus im Beisein von Manfred Hummitzsch, dem damaligen Leiter der BVfS. Das Richtfest des Erweiterungsbaus für Staatssicherheit und Volkspolizei fand am 23. Juni 1982 statt. Bei der Fassadengestaltung kam ein serielles Formsteinverfahren zum Einsatz, das Karl-Heinz Adler und Friedrich Kracht entwickelt hatten. Aufgrund der Formen der sichtbaren Verkleidung wurde der Bau im Volksmund als „Ohrenburg“ bezeichnet. Friedrich Kracht entwarf zusammen mit Karl-Heiz Adler auch die Natursteinwandverkleidung aus schwarzem Granit für die Neubauten der Bezirksbehörde der Deutschen Volkspolizei und der Bezirksverwaltung für Staatssicherheit in Leipzig. Die künstlerische Ausgestaltung im Inneren des Baus lag in den Händen des Grafikers Helmut Humann (1922–1996); dieser fertigte nach den zentralen Vorgaben unter anderem Emaille-Wandreliefe wie „Feliks Dzierżyński“ oder das Logo des MfS im Eingangsbereich. Als am 19. September 1985 die symbolische Schlüsselübergabe an die Bezirksverwaltung der Staatssicherheit stattfand, hatte der Bau etwa 78 Mio. Mark der DDR gekostet. Der Haupteingang der Bezirksverwaltung befand sich seit dieser Zeit an der Großen Fleischergasse. Die verbunkerten Räume im 2. Kellergeschoss boten mit über 1000 Quadratmetern allen 750 Mitarbeitern Platz für den Kriegsfall, der allerdings in der DDR nur als Verteidigungsfall bezeichnet wurde. Der 100 Mann starke Führungsstab um Manfred Hummitzsch hätte im Falle eines Krieges seine Arbeit im Bunker der geheimen Ausweichführungsstelle im Naherholungsgebiet „Lübschützer Teiche“, 20 km östlich von Leipzig, fortsetzen können. Der von 1980 bis 1985 errichtete Erweiterungsbau besteht aus vier einzelnen Gebäudetrakten mit jeweils sechs Geschossen mit zurückgesetztem Dachgeschoss, die alle mit einem Flachdach abschließen. Der Gebäuderiegel zur Großen Fleischgasse ist 70 Meter lang und 10 Meter tief, zu je 18 Bürofenstern plus Treppenturm, der im Volksmund spöttisch auch als „Horchturm“ oder „Ohrenburg“ bezeichnet wird. 

## Geschichtlicher Kontext

### Vor 1980
Bereits kurz nach dem Zweiten Weltkrieg wurde in Sachsen damit begonnen, eine politische Polizei aufzubauen: „Abteilungen zur Bearbeitung politischer Kriminalität bildeten sich innerhalb der Polizei aus und erhielten nach einem Vereinheitlichungsprozess Anfang 1947 die Bezeichnung »K 5«“ Als Hilfsorgane der sowjetischen Geheimpolizei arbeiteten sie dieser in Fällen wie politischen Delikten, Kriegsverbrechen oder Widerstand gegen die neue Ordnung zu.
Die SED-Führung drängte ab 1948 in Moskau darauf, eine eigene deutsche Geheimpolizei aufbauen zu dürfen, und Stalin stimmte dem im August des Jahres zu. Kurz nach Gründung der DDR am 7. Oktober 1949 wurde am 8. Februar 1950 ein Gesetz zur Bildung des Ministeriums für Staatssicherheit erlassen. In Sachsen spielte Joseph Gutsche (1895–1964) eine zentrale Rolle beim Aufbau der Staatssicherheit nach sowjetischem Vorbild. Gutsche setzte die Erwartungen konsequent um: Am 1. September 1949 zählte die Landesverwaltung Sachsen etwa 60 Mitarbeiter und Ende 1951 bereits 1200.
In der Frühzeit von 1950 bis 1952 waren die Mitarbeiter der dafür gebildeten Abteilungen des MfS vor allem gegen politisch aktive „bürgerliche“ Wähler aktiv: So wurden im Frühjahr und Sommer 1950 in Plauen und Leipzig zahlreiche CDU-Mitglieder verhaftet.

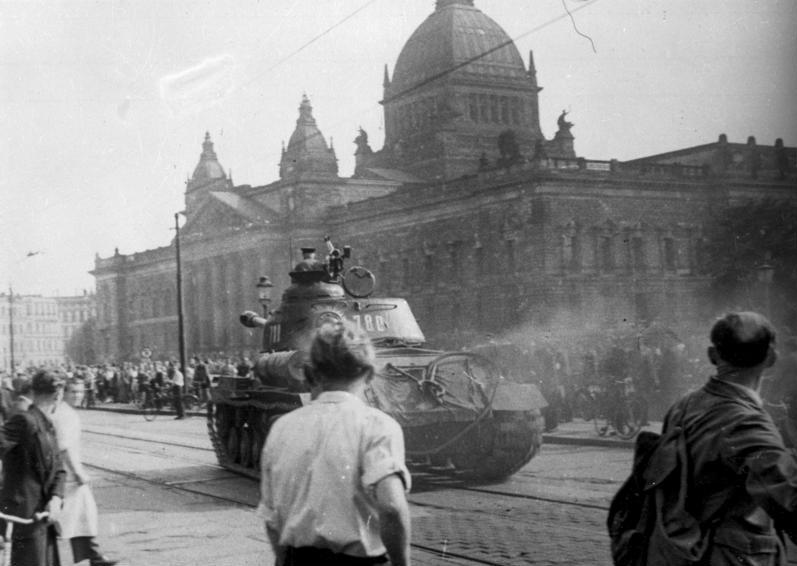
Sowjetischer IS-2-Panzer in Leipzig am 17. Juni 1953

Zu größeren Aktivitäten kam es bei den Ereignissen am 17. Juni 1953. An diesem Tag wurde Herbert Kaiser (1913–1953) wegen „Boykotthetze“ verhaftet und um 23.00 Uhr in die Untersuchungshaftanstalt des MfS in der Beethovenstraße eingeliefert, wo die erste Vernehmung noch in der Nacht um 0.30 Uhr begann. Am 19. Juni wurde er „dem Freund überstellt“, worunter das MfS die sowjetische Besatzungsmacht verstand. Das Innenministerium der UdSSR legte einen eigenen Untersuchungsvorgang an und vernahm Herbert Kaiser am 19. und 20. Juni. Am 21. Juni verurteilte ihn das sowjetische Militärtribunal zum Tode. In den folgenden Tagen wurde Herbert Kaiser in die Sowjetunion gebracht, wo der Oberste Sowjet am 15. Dezember 1953 sein Gnadengesuch ablehnte. Herbert Kaiser wurde noch am selben Tag hingerichtet. Erst 14 Jahre später, 1967, erhielt die Familie eine Sterbeurkunde und damit Nachricht von seinem Tod. Ein weiteres Opfer der DDR-Diktatur während des Aufstandes 1953 war Dieter Teich, der mit streikenden Kollegen vor der Untersuchungshaftanstalt der Staatssicherheit in der Beethovenstraße die Freilassung von Gefangenen gefordert hatte. Als Volkspolizisten und Stasi-Offiziere auf Befehl von Paul Fröhlich, des Ersten Sekretärs der SED-Bezirksleitung Leipzig, gegen 15 Uhr in die vordrängende Menge feuerten, wurde Dieter Teich tödlich getroffen. Er war der erste Tote des Volksaufstandes in Leipzig, noch vor Verhängung des Kriegsrechtes.
Auch Mitarbeiter der Universität Leipzig standen wiederholt im Fokus der Staatssicherheit. Gegen den Kunsthistoriker Wolfgang Hütt eröffnete bereits die Bezirksverwaltung Halle im Jahr 1956 einen „Operativen Vorgang“ wegen „Aufweichungs- und Zersetzungstätigkeit innerhalb der Universität Halle“. Als Hütt deshalb dem Ruf des Rektors Professor Johannes Jahn an das Institut für Kunstgeschichte der Universität Leipzig folgte und dort seine wissenschaftliche Arbeit von 1959 bis 1961 als Oberassistent fortsetzte, ging die Observation durch die Bezirksverwaltung Leipzig weiter und gipfelte im Verdacht der Organisation einer „staatsfeindlichen Gruppenbildung“.
1962 erfolgte DDR-weit die geheime Aktion Licht, bei der Stasi-Mitarbeiter landesweit Wertgegenstände und Dokumente in Finanzinstituten, Archiven und Museumsdepots konfiszierten, um sie zum Zwecke der Devisenbeschaffung auf dem westlichen Markt zu verkaufen. Dabei wurden insgesamt 21.000 Bankschließfächer und Tresore gewaltsam geöffnet, die vorher lange Zeit unberührt geblieben waren. Im Bereich der BVfS Leipzig wurden im Staatsarchiv Altenburg die Besitztümer des letzten Herzogs von Sachsen-Altenburg, Ernst II., vermutet. Teile des Hausarchivs wurden beschlagnahmt und mit mehreren LKWs abtransportiert. Erich Mielke ordnete später an, die Unterlagen über die Aktion Licht zu vernichten.
Am 31. Oktober 1965 kam es zu einer Demonstration 1.000 bis 2.000 Jugendlicher auf dem Wilhelm-Leuschner-Platz. Sie protestierten gegen das Verbot von Beatgruppen durch die SED im Zuge der Rückgängigmachung der Tauwetterperiode. Die Stasi verhaftete hunderte der Jugendlichen und ermittelte gegen die Initiatoren. Der ehemalige Associated-Press-Reporter John Koehler sagte später aus, dass Mielke während dieser Konfrontation in Leipzig 1965 mit seiner Beteiligung an den Bülowplatz-Morden geprahlt habe.
Der Abriss der Paulinerkirche wurde im Mai 1968 vom Politbüro des ZK der SED unter Vorsitz von Walter Ulbricht beschlossen, als diese den Bebauungsplan des Leipziger Karl-Marx-Platzes einschließlich des Abrisses bestätigte. Der Senat der Universität stimmte am 16. Mai, die Leipziger Stadtverordnetenversammlung am 23. Mai zu. Die einzige Gegenstimme im Universitätssenat war jene des Theologen Ernst-Heinz Amberg, die einzige Gegenstimme in der Stadtverordnetenversammlung war die von Hans-Georg Rausch, CDU-Mitglied, Pfarrer und IM des MfS. Die Sprengung der Paulinerkirche erfolgte am Donnerstag, dem 30. Mai 1968 um 9:58 Uhr. Die Trümmer wurden in der Folge in die Etzoldsche Sandgrube in Leipzig-Probstheida verkippt. Vereinzelte Protestbekundungen führten zu mehreren Festnahmen und teils mehrjährigen Ermittlungen der Staatssicherheit.
Die DDR-Regierung kontrollierte von Beginn an ihre Künstlerszene. Im Bereich der BVfS Leipzig kam es am 26. Juni 1968 zu einer von Siegmar Faust und Andreas Reimann initiierten, unangemeldeten Lesung auf einem Fahrgastschiff auf dem Leipziger Elsterstausee mit 30 Teilnehmern, darunter Gert Neumann, Heidemarie Härtl, Bernd-Lutz Lange, Dietrich Gnüchtel. Diese Lesung wurde später unter der Bezeichnung Stauseelesung von Leipzig bekannt. Der nicht anwesende Informant der Staatssicherheit (IM „Kretschmar“) protokollierte das Treffen. In der Folge wurden Faust und Reimann – auch aufgrund ihrer fortwährenden Dissidenz – zu mehrjährigen Haftstrafen verurteilt.
Durch Fotos belegt ist ein Besuch Erich Mielkes am 30. Januar 1976 in der Bezirksverwaltung Leipzig. Kurz vor April 1978 begannen die Vorbereitungen für den umfassenden und großen Neubau des „Erweiterungsbaus“ über dem Standort der ehemaligen Matthäikirche.
1979 wurde Gert Trebeljahr, ein Major des MfS in Potsdam, dessen Fluchtpläne nach Westberlin aufgeflogen waren, in Leipzig als drittletzter Todeskandidat der DDR hingerichtet; 1980 Winfried Baumann, dessen Tätigkeit (seit 1977) für den Bundesnachrichtendienst aufgeflogen war; schließlich 1981 Werner Teske, ein Hauptmann des MfS, wegen angeblich vollendeter Spionage und versuchter Fahnenflucht.

### 1980 bis 1988

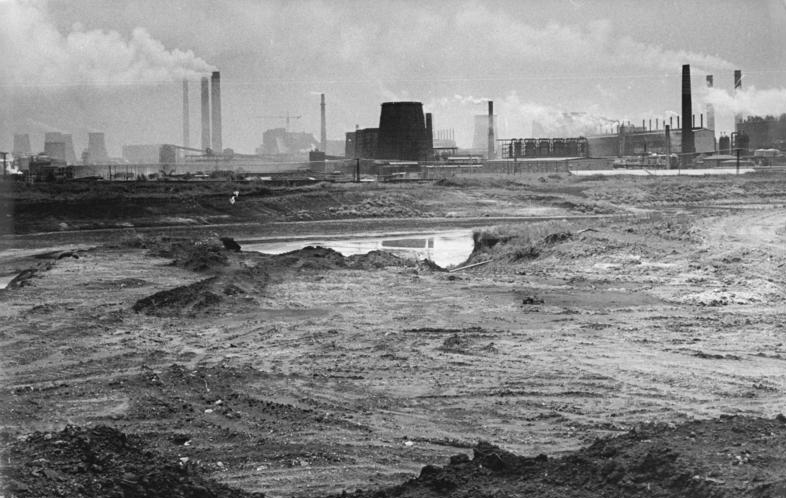
Braunkohlenkombinat Espenhain, 1990

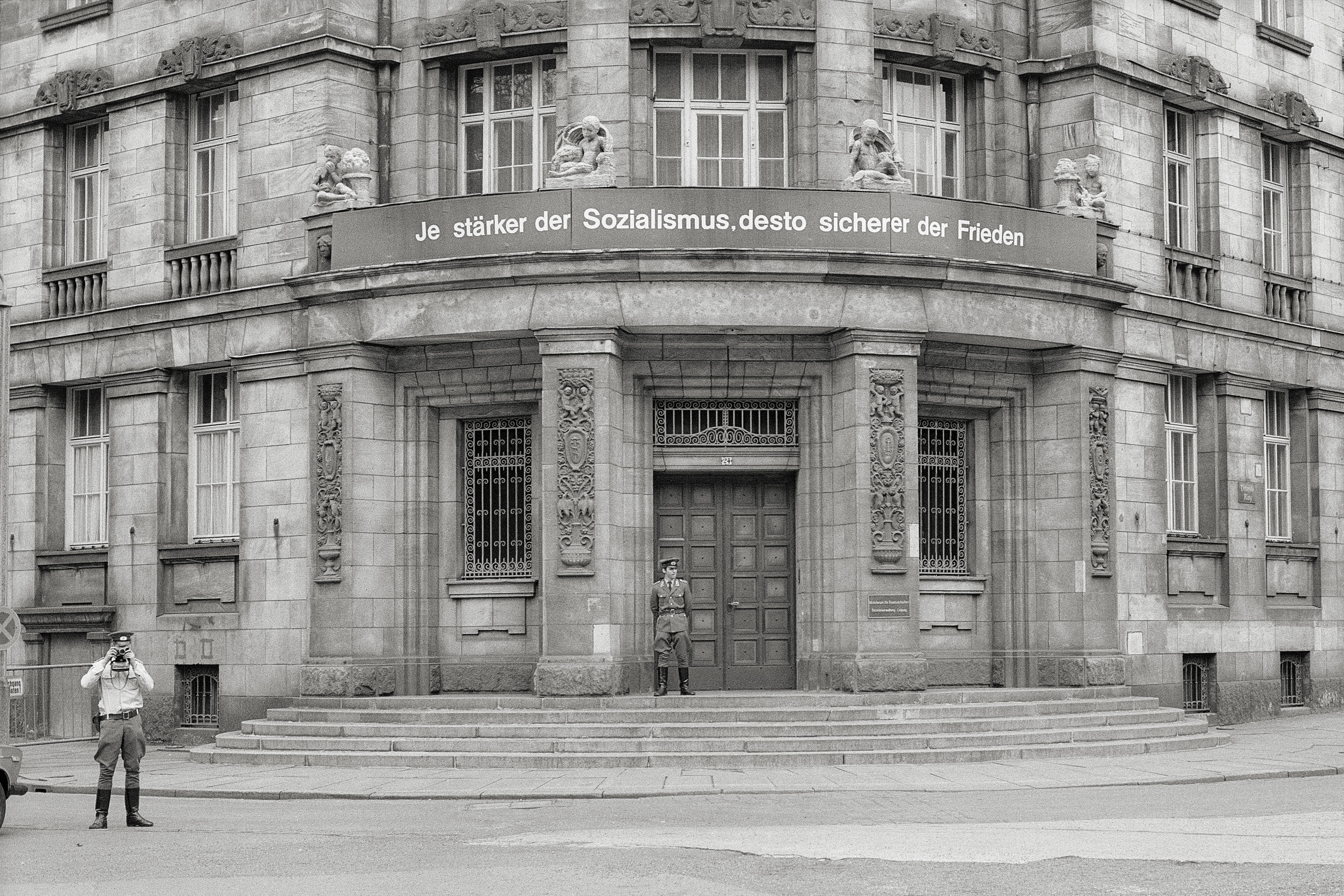
Eingang der Runden Ecke, 1984

Der Bezirk Leipzig war ein Industriegebiet, das vor allem durch die Braunkohleindustrie geprägt war, die zu einer starken Umweltverschmutzung führte. Zu den wichtigsten Werken gehörten das VEB Braunkohlekombinat Espenhain und das VEB Kombinat „Otto Grotewohl“ Böhlen. Die Umweltpolitik war der verordneten „Einheit von Wirtschafts- und Sozialpolitik“ untergeordnet, weshalb seit den 1970er Jahren nicht mehr über Umweltverschmutzungen und deren gesundheitliche Folgen berichtet werden durfte. Seit einem Beschluss des Ministerrats vom 16. November 1982 waren Umweltdaten der Geheimhaltung unterworfen. So erfuhr die Öffentlichkeit beispielsweise nichts von der Explosion mit Brandfolge im VEB „Otto Grotewohl“ in Böhlen im Oktober 1985.
Als im Jahr 1964 die Anweisung erging, „Baueinheiten“ einzurichten, war dies der Versuch, eine Kompromissvariante für Wehrdienstverweigerer zu finden und auf diese Weise die oppositionelle Bewegung zu beruhigen. Rund 15.000 junge Männer verweigerten als Bausoldaten in der DDR den Dienst an der Waffe. Ein illegales Treffen von Bausoldaten, das im Jahr 1981 zentral in Leipzig stattfand, wurde von der Stasi überwacht.
Auch die Überwachung der in unregelmäßigen Abständen stattfindenden Turn- und Sportfeste der DDR gehörte zum Aufgabenbereich der Staatssicherheit. Von 1954 bis 1987 fanden diese insgesamt achtmal (1954, 1956, 1959, 1963, 1969, 1977, 1983 und 1987) in Leipzig statt. Die beiden letzten Veranstaltungen dieses Typs waren vom 25. bis zum 31. Juli 1983 das VII. Turn- und Sportfest der DDR sowie vier Jahre später vom 27. Juli bis zum 2. August 1987 das VIII. Turn- und Sportfest der DDR. Sämtliche Tätigkeiten der Stasi, die für einen störungsfreien Ablauf des Ereignisses zu sorgen hatte, liefen unter der Bezeichnung Aktion „Lebensfreude“. Dafür wurden alle ausländischen Gäste wie der IOC-Präsident Juan Antonio Samaranch und andere internationale Repräsentanten beobachtet und überwacht. Organisiert wurde dies von der Hauptabteilung XX (Staatsapparat, Kultur, Kirche, Untergrund) mit ihrer Arbeitsgruppe Ausländer.
Im Verlaufe der 1980er Jahre faszinierten Computer auch in der DDR. Als sich im ganzen Land junge Menschen zusammenschlossen, um zu programmieren, Software zu tauschen und zu spielen, sah die SED-Führung darin nicht nur ein großes Potenzial, sondern hegte zunehmend Misstrauen gegenüber der neuen Jugendkultur. Die Staatssicherheit nahm die Computerfans ins Visier. Wie Unterlagen der BVfS Leipzig zeigen, registrierte die Geheimpolizei bereits im März 1985 den Zusammenschluss von „ca. 80 Computerinteressenten“ in Ost-Berlin, die Software tauschten und programmierten. Wie bei allen Zusammenschlüssen Jugendlicher wurde auch hier eine potentielle subversive Dynamik vermutet.
Bei Vorgängen im April 1986 auf der Säuglingsstation der Leipziger Frauenklinik, bei denen vier Frühchen aufgrund von falscher Dosierung von Digitoxin ums Leben kamen, wird die sogenannte „Spezialkommission“ der Staatssicherheit fassbar, über deren Arbeit bisher nur wenig bekannt ist. Diese sollten für Ruhe sorgen, indem sie die Fälle lösen und deren Hintergründe so weit wie möglich vertuschen. Da in der DDR Todesfälle auf Geburtsstationen als politisch besonders brisant galten, wurde die Untersuchung des Falls nicht in die Hände der Kripo gelegt, sondern sofort von der Staatssicherheit übernommen und das Klinikpersonal zum Schweigen gezwungen. Als Verdächtige wurde eine 20 Jahre alte Krankenschwester – die ein Jahr lang in Untersuchungshaft war – in einer nicht-öffentlichen Gerichtsverhandlung verurteilt, wegen einer „systemfeindlichen Tat“ und einem „gesellschaftsgefährdenden Akt“. Die Eltern der Angeklagten wurden weder über den Termin noch über den Prozessausgang informiert. Ein Jahr nachdem die Krankenschwester im Jahr 2009 – nach mehr als 20 Jahren – aus der Haft entlassen wurde, wurde sie in ihrer Wohnung tot aufgefunden. Aus den Stasi-Akten geht hervor, dass den Eltern der Säuglinge die Todesursache nie mitgeteilt worden war.
Wesentliche Zentren der Opposition in der DDR waren Ost-Berlin, Leipzig und Jena. Immer wieder entstanden neue kritische Gruppen, wie in Leipzig 1986 die Arbeitsgruppe Menschenrechte, begründet vom evangelisch-lutherischen Pfarrer Christoph Wonneberger, der ab 1985 die Lukaskirchgemeinde in Leipzig betreute, Steffen Gresch, Oliver Kloss und anderen. Im Jahr 1987 wurde der Arbeitskreis Gerechtigkeit Leipzig von Thomas Rudolph, Rainer Müller und anderen gegründet, aus dem wiederum der DDR-weite Leipziger Sonnabendskreis hervorging.

### 1989

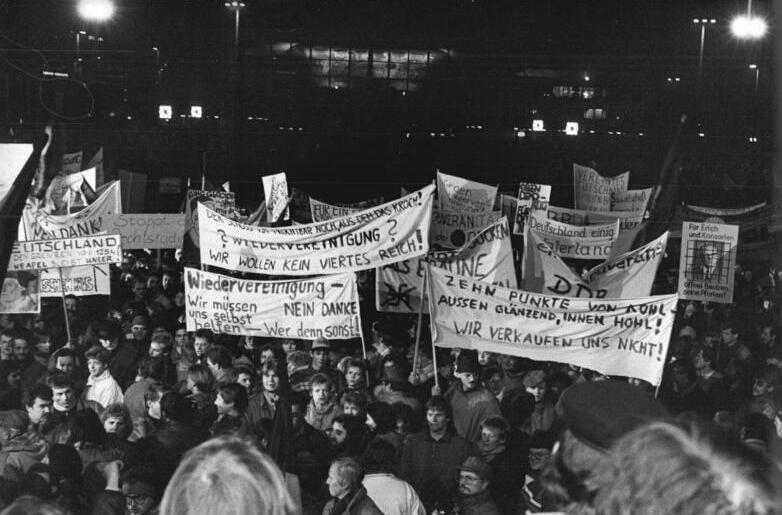
Montags-Demonstration am 11. Dezember 1989 mit über 100.000 Menschen vor dem Opernhaus, Foto: Friedrich Gahlbeck (1932–1998)

Die Stadt Leipzig spielte eine bedeutende Rolle bei der Friedlichen Revolution in Ostdeutschland, die im revolutionären Kontext der Ereignisse und politischen Strukturveränderungen in den Jahren 1989 und 1990 schließlich zum Zusammenbruch des Ostblocks und zur Wiedervereinigung Deutschlands führten. Auf der Entwicklung dorthin lassen sich, neben wiederholten Verhaftungen, rückblickend mehrere Stationen feststellen: Im Vorfeld der Wiener Konferenz (KSZE, 17.–19. Januar 1989), auf der auch Vertreter der DDR anwesend waren, wurden am 12. Januar in Leipzig elf Personen verhaftet, die Flugblätter mit einem Demonstrationsaufruf gedruckt und verteilt hatten; bei der Demonstration in der Leipziger Innenstadt am 15. Januar wurden dann 53 Teilnehmer vorübergehend festgenommen und von der Volkspolizei „belehrt“. Am 7. Mai 1989, dem Tag der Kommunalwahlen in der DDR, wurden 72 Personen vorübergehend festgenommen.
Ein wichtiger Meilenstein war der sogenannte „Pleißepilgerweg“ am 4. Juni 1989. Damals zogen nach einem Umweltgottesdienst unter dem Leitwort „Eine Hoffnung lernt gehen“ rund 500 Menschen los, um am Beispiel der Pleiße auf die katastrophale Umweltsituation aufmerksam zu machen. Polizei und Stasi nahmen 74 Personen vorübergehend fest.
Eine andere wichtige Station war das „Leipziger Straßenmusikfestival“ am 10. Juni 1989, zu dem zahlreiche regimekritische Künstler aus der gesamten DDR anreisten. Viele dieser Besucher wurden verhaftet, in den Räumlichkeiten der BVfS verhört und später wieder entlassen. Die SED beunruhigte besonders, dass von den 84 Festgenommenen 53 nicht aus dem Bezirk Leipzig kamen.
Ein Mitorganisator beider Veranstaltungen war Uwe Schwabe, der seit 1987 durch das MfS im Operativen Vorgang „Leben“ und der Operativen Personenkontrolle „Willi“ verfolgt wurde. Im Januar 1989 war er wegen des Verteilens von Flugblättern, mit einem Aufruf zu einer Demonstration am 15. Januar 1989, für sieben Tage in Untersuchungshaft. Im September gehörte Schwabe zu den Mitgründern des Neuen Forums in Leipzig. Im März 1989 begründete Christian Dietrich mit Katrin Hattenhauer, Gesine Oltmanns und Michael Arnold die Initiative zur demokratischen Erneuerung, die zur Demonstration gegen die ‚Pseudowahlen‘ am 7. Mai 1989 aufrief und ein Archiv des Widerstandes ankündigte. Wegen seiner Beteiligung an Demonstrationen wurde er mehrfach festgenommen. Auf der Leipziger Montagsdemonstration am 4. September 1989 trug er ein Transparent mit den Worten Versammlungs- und Vereinsfreiheit. Der Versuch der Staatssicherheit, Dietrich am Rande der Montagsdemonstration am 18. September festzunehmen, scheiterte an der Solidarisierung der Umstehenden. Das Ministerium für Staatssicherheit verfolgte ihn unter dem Operativen Vorgang „Kerze“. Im Herbst 1989 beteiligte Dietrich sich am Aufbau des Neuen Forums und des Demokratischen Aufbruchs.
Im Anschluss an das Friedensgebet am 11. September 1989 wurden 89 Personen verhaftet, von denen die meisten zu Geldstrafen (1000 bis 5000 Mark) und 19 zu mehrmonatigen Haftstrafen verurteilt wurden. Bei einer Besprechung der Referatsleiter am 13. September wurde notiert, dass es in Leipzig „künftig zu strafrechtlichen Maßnahmen“ komme. Dieser Versuch schlug allerdings fehl, denn jeden Montag nahm die Zahl der Demonstranten zu.
An der Montagsdemonstration am 25. September 1989 nahmen in Leipzig mehrere tausend Demonstranten teil. Solidaritätskonzerte der Leipziger Liederszene fanden im Oktober 1989 in der Lukaskirche, der Michaeliskirche und der Bethanienkirche statt, dabei wurde teilweise Geld gesammelt, um inhaftierten Demonstranten zu helfen.
Vor der Demonstration am 9. Oktober standen 8000 Polizisten, Kampfgruppenmitglieder und NVA-Soldaten bereit. In den Krankenhäusern waren die Blutkonserven aufgestockt worden, medizinisches Personal wurde zwangsverpflichtet. Die Nikolaikirche war bereits gegen 14 Uhr mit etwa 600 SED-Mitarbeitern besetzt. Zugverbindungen nach Leipzig waren erschwert. Trotz der drohenden Gefahr fanden sich zahlreiche Bürger nach den Friedensgebeten zusammen. Kurz vor Schluss des Friedensgebetes wurde in allen Kirchen der „Aufruf der Leipziger Sechs“ verlesen. Ab 18 Uhr wurde der Appell mehrmals über den Stadtfunk ausgestrahlt. Die folgende Demonstration mit über 130.000 Teilnehmern verlief erstmals friedlich ohne staatliche Gewaltanwendung. Als die Menschen am Hauptbahnhof vorbeizogen, zogen sich die Sicherheitskräfte zurück. Mit einer solchen Anzahl an Menschen hatte der Staat nicht gerechnet. Die Gründe und der genaue Hergang sind bis heute nicht vollständig geklärt. Am 16. Oktober 1989 nahmen bereits 150.000 Demonstranten teil (militärische Einheiten wurden noch in Reserve gehalten), eine Woche später wuchs die Zahl auf 300.000. Während der am 21. Oktober 1989 stattfindenden zentralen Dienstbesprechungen des MfS wurde der Sicherheitsapparat auf den Begriff „Wende“ verpflichtet. Die Kreisdienststelle Wurzen bereitete sich noch am 3. November 1989, sechs Tage vor Maueröffnung, mit Waffen auf den erwarteten Proteststurm vor.
Erich Mielke gab am 6. November 1989 an die Dienststellen des MfS in den Bezirken die Weisung, brisantes dienstliches Material zu vernichten. Am 6. November 1989 wurden im Parteiorgan Neues Deutschland Entwürfe einer neuen Reiseregelung veröffentlicht, nach denen (fast) alle jedes Jahr für einige Wochen in den Westen reisen dürften, wofür aber weiterhin Antrag und Genehmigung eines Visums der Staatsorgane erforderlich seien; das attackierten die Redner auf Demonstrationen in Leipzig als Ausdruck alter Machtanmaßung. Als am 17. November 1989 das MfS in „Amt für Nationale Sicherheit“ umbenannt wurde und Wolfgang Schwanitz, einer der Stellvertreter Mielkes, dessen Leiter wurde, kommentierten die Demonstranten das auf der Straße mit dem Slogan „Aus Stasi wird Nasi, sonst ändert sich nichts.“ Die Öffentlichkeit ließ sich also von der durch die Regierung Modrow versuchten Umbenennung nicht täuschen.
Bereits vor der Besetzung der Leipziger BVfS am 4. Dezember 1989 war der Dialog zwischen Stasi und Bürgerrechtlern so weit gediehen, dass Leipzig als Deeskalationsmodell in anderen Städten wie Berlin genutzt wurde. Am 12. November 1989 kam es um 17 Uhr im Haus der Deutsch-Sowjetischen-Freundschaft im Raum „Kiew“ zu einem Treffen von 15 Bürgerrechtlern und Vertretern der staatlichen „Schutz- und Sicherheitsorgane“ (zwei Stasioffiziere, jeweils ein Vertreter von Polizei und Feuerwehr). Die Staatsvertreter protokollierten das Gespräch über die „Sicherung der Gewaltlosigkeit“. Ihre Fotos mit Kerzen vor der BVfS sollten Brandspuren am Gebäude belegen. Die staatliche Intention war, dass die Bürgervertreter dafür sorgen müssten, dass es zu keinen Übergriffen kommt, da andernfalls die staatlichen Stellen gezwungen wären, von der Schusswaffe Gebrauch zu machen. Die internen Arbeitsprotokolle der damaligen Dienstbesprechungen zeigen, dass das Treffen nicht auf Augenhöge stattfand, sondern dazu diente, im Dialog „feindliche Kärfte entlarven“. Davon ahnten die Bürgervertreter nichts und besprachen arglos deeskalierende Taktiken; so sollte vor einer Polizeikette eine zweite Kette aus Ordnern des Neuen Forums aufgestellt werden.
Als Leipzigs Stasi-Chef Manfred Hummitzsch am 14. November öffentlich vom „Ideenreichtum und der Konstruktivität der Bürgervertreter“ schwärmte, zeigt dies, dass es damals eine ganze Reihe von Versuchen gab, die Bürgerbewegung zu instrumentalisieren und dass die SED versuchte, sich „an die Spitze“ zu stellen. Solche Funktionalisierung durch die Stasi ging dem Neuen Forum endgültig zu weit, woraufhin beim zweiten Treffen am 16. November 1989 eine „Denkpause“ vereinbart wurde.
Am 4. Dezember 1989 war die Lage vor der Montags-Demo in der Runden Ecke angespannt. Die Volkspolizei sollte von außen sichern. Zur Besänftigung der Massen würde über das örtliche Radio versprochen, dass die Runde Ecke bis April an die Stadtverwaltung abgegeben werde. Die Mitarbeiter wurden ab ein Uhr nach Hause geschickt. Zunächst forderte Mielke-Nachfolger Wolfgang Schwanitz, das Betreten der Gebäude mit „allen Mitteln“ außer Gewaltanwendung zu verhindern. Aufgrund der Ereignisse musste die BVfS Leipzig eine größere Delegation ins Haus lassen, die sich als Bürgerkomitee etablierte und die sächsische Stasi-Dienststelle, parallel zu entsprechenden Vorgängen im Rest der DDR, Stück für Stück demontierte.
Am 4. Dezember 1989 kam es in mehreren Städten der DDR zu Demonstrationen vor den örtlichen Stasi-Zentralen, die zur Besetzung der Bürogebäude zunächst am Morgen in Erfurt, dann in Leipzig und Rostock, und zur Beschlagnahmung von Akten durch Bürgerkomitees führten. An der Besetzung des Staatssicherheitsgebäudes in Leipzig war beispielsweise Ansgar Müller, der ab Oktober 1989 Kontaktperson des Neuen Forums war, beteiligt. Da sich die Anzeichen mehrten, dass die Staatssicherheit Akten vernichtete, die Beziehungen zu den IMs „einfror“ und auf verschiedenen Ebenen um das institutionelle Überleben kämpfte, besetzten die Demonstranten zusammen mit Vertretern der Staatsanwaltschaft, teilweise von Journalisten begleitet, die Räume in der BVfS. Nachdem sie inspiziert waren, wurden sie polizeilich versiegelt, um die am 6. November von Mielke befohlene Aktenvernichtung zu beenden.
Zahl der Teilnehmer an den Demonstrationen in Leipzig:
| Datum              | Art                  | Teilnehmer | Besonderheiten                   |
| ------------------ | -------------------- | ---------- | -------------------------------- |
| 12. Januar 1989    | Demonstrationsaufruf |            | 12 Festnahmen                    |
| 15. Januar 1989    | Demonstration        | 000.500    | 55 Festnahmen                    |
| 7. Mai 1989        | Demonstration        | 001.000    | 72 Festnahmen                    |
| 5. Juni 1989       | Friedensgebet        | 001.250    |                                  |
| 10. Juni 1989      | Straßenmusikfestival |            | 84 Festnahmen                    |
| 12. Juni 1989      | Demonstration        | 000.200    | aufgelöst                        |
| 19. Juni 1989      |                      | 001.000    | aufgelöst                        |
| 4. September 1989  | Montagsdemo          | 001.500    |                                  |
| 11. September 1989 | Montagsdemo          | 001.300    | 89 Festnahmen                    |
| 18. September 1989 | Montagsdemo          | 001.500    | einige Festnahmen                |
| 25. September 1989 | Montagsdemo          | 008.000    | einige Festnahmen                |
| 2. Oktober 1989    | Montagsdemo          | 10–20.000  | einige Festnahmen                |
| 9. Oktober 1989    | Montagsdemo          | 130.000    | erstmals keine staatliche Gewalt |
| 16. Oktober 1989   | Montagsdemo          | 150.000    |                                  |
| 23. Oktober 1989   | Montagsdemo          | 300.000    |                                  |
| 30. Oktober 1989   | Montagsdemo          | 300.000    |                                  |
| 6. November 1989   | Montagsdemo          | 300.000    |                                  |

| Datum             | Art         | Teilnehmer | Besonderheiten                                   |
| ----------------- | ----------- | ---------- | ------------------------------------------------ |
| 13. November 1989 | Montagsdemo | 150.000    |                                                  |
| 20. November 1989 | Montagsdemo | 200.000    |                                                  |
| 27. November 1989 | Montagsdemo | 200.000    |                                                  |
| 4. Dezember 1989  | Montagsdemo | 150.000    | Erstürmung der BVfS und Sicherstellung der Akten |
| 11. Dezember 1989 | Montagsdemo | 150.000    |                                                  |
| 18. Dezember 1989 | Montagsdemo | 200.000    |                                                  |
| 8. Januar 1990    | Montagsdemo | 100.000    |                                                  |
| 15. Januar 1990   | Montagsdemo | 150.000    |                                                  |
| 22. Januar 1990   | Montagsdemo | 120.000    |                                                  |
| 29. Januar 1990   | Montagsdemo | 100.000    |                                                  |
| 5. Februar 1990   | Montagsdemo | 100.000    |                                                  |
| 12. Februar 1990  | Montagsdemo | 050.000    |                                                  |
| 19. Februar 1990  | Montagsdemo | 020.000    |                                                  |
| 26. Februar 1990  | Montagsdemo | 100.000    |                                                  |
| 5. März 1990      | Montagsdemo | 050.000    |                                                  |
| 12. März 1990     | Montagsdemo | 070.000    | letzte Montagsdemo                               |

### 1990
Mit der Auflösung der BVfS am 4. Dezember 1989 und den ersten freien Wahlen auf dem Gebiet der DDR am 18. März 1990 hatten die Teilnehmer der Montagsdemonstrationen zwar zwei ihrer wichtigsten Ziele erreicht, aber der Umgang mit den sichergestellten Akten der Staatssicherheit war noch nicht geklärt.
Nachdem die Bezirksverwaltungen DDR-weit vom 4. bis 6. Dezember und die meisten Kreisdientsstellen in den Tagen und Wochen danach besetzt worden sind, blieb nur noch die Hauptzentrale in Berlin-Lichtenberg aktiv. Während die Arbeit der Stasi außerhalb Berlins seit Dezember 1989 weitgehend zum Erliegen gebracht worden war, arbeitete die Zentrale unter der neuen Bezeichnung „AfNS“ weiter, was die regionalen Bürgerkomitees in Städten wie Leipzig, Dresden oder Schwerin kritisierten. Die Bürgerkomitees aus den genannten Städten außerhalb Berlins ergriffen deshalb am 15. Januar 1990 die Initiative. Dazu hatten sie sich auf zwei Treffen am 4. Januar 1990 in Leipzig und am 12. Januar in Berlin verabredet. Im Ergebnis gelang es am 15. Januar 1990 auch die Stasi-Zentrale in Berlin zu stürmen.
Doch auch nach den Besetzungen im Dezember und trotz Bürgerkontrollen verschwanden immer wieder verfängliche Akten. Vorschläge ehemalige MfSler, die Akten an ein zentrales Staatsarchiv zu übergeben oder die Findmittel zu zerstören, wurden zwar nicht umgesetzt, aber im Februar 1990 wurden mit Zustimmung des Runden Tisches zahlreiche elektronische Dateien und Karteisysteme zerstört. Zum Wandel in der öffentlichen Meinung kam es erst, als Oppositionspolitiker in Verdacht gerieten, IMs gewesen zu sein, was nur durch Akten belegt werden konnte. So etablierte sich im Frühjahr 1990 der Begriff Aufarbeitung.

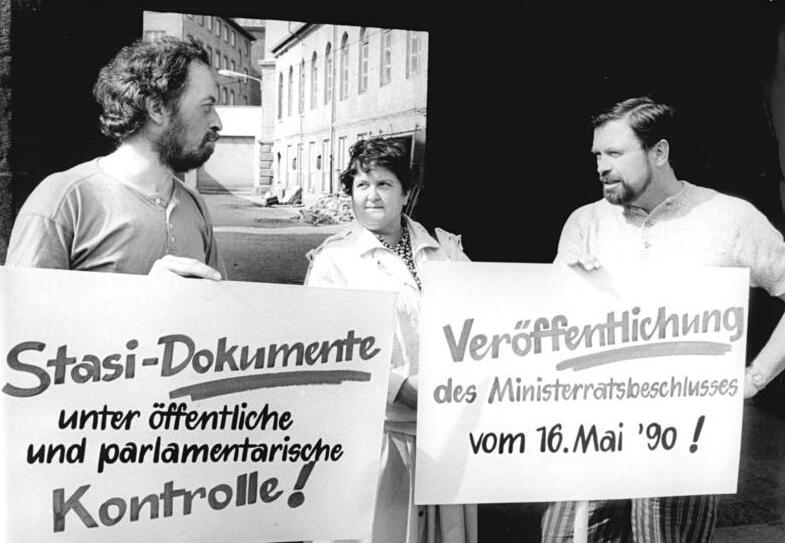
Dreitägige Mahnwache des Synodalausschusses „Frieden und Gerechtigkeit“, Mai 1990

Unmittelbar nach der Volkskammerwahl wurde mit einem Ministerratsbeschluss vom 16. Mai 1990 die Aufarbeitung des MfS der Bürgerkontrolle entzogen und einer Regierungskommission unter Teilnahme des ehemaligen MfS-Leiters für den Bereich Aufklärung, Generaloberst Markus Wolf übertragen. Dagegen wurde nicht nur in Leipzig demonstriert und Mahnwachen gehalten. Das Bürgerkomitee Leipzig bereitete seit April 1990 eine Ausstellung vor, die am 10. Juni 1990 unter dem Titel „Stasi – Macht und Banalität. Indizien des Verbrechens“ eröffnet wurde. Die letzte Volkskammer der DDR beschloss im August 1990 ein sehr restriktives Gesetz zur Aktennutzung.
Die weitere Aufarbeitung der Akten wäre dann beinahe an der Regierung Helmut Kohls gescheitert, denn diese wollte den Großteil bereits nach wenigen Monaten vernichten, weil die Stasi viele ihrer Unterredungen abgehört hatte. Die Bürgerrechtsbewegung protestierten gegen diesen Versuch, diese Errungenschaft der Friedlichen Revolution rückgängig zu machen. Um öffentliche Aufmerksamkeit auf die Frage nach der Zukunft der Stasiakten zu lenken, wurde die alte Stasi-Zentrale in Berlin Anfang September 1990 ein zweites Mal von Bürgerrechtlern besetzt. Eine zentrale Forderung der Demonstrierenden lautete nun: „Meine Akte gehört mir!“
Mit Hilfe des Rostocker Pfarrers und späteren Bundespräsidenten Joachim Gauck kam es zu einem Zusatz zum Einigungsvertrag; die Akten sollten erhalten und die Akteneinsicht vom Bundestag gesetzlich geregelt werden. Ende 1991 wurde das Stasi-Unterlagen-Gesetz nach langen Diskussionen beschlossen; welches mit Beginn des Jahres 1992 den Betroffenen den Einblick in ihre Akten ermöglichte.

### Nach 1990

180°-Ansicht des Paternosteraufzugs und DDR-Kunstwerkes

Mitte der 1990er Jahre wurden große Teile der magazinierten Sammlungen sowie die museumspädagogische Abteilung, die Bibliothek und Fotothek des Stadtgeschichtlichen Museums Leipzig bis zur Eröffnung des Neubaus in Übergangsquartiere, unter anderem in Räumlichkeiten der ehemaligen Bezirksverwaltung des Ministeriums für Staatssicherheit am Matthäikirchhof und in der Großen Fleischergasse, zwischengelagert.
Die Sauna der BVfS wurde nach 1990 unter dem Namen „Phoenix“ als erste Gay-Sauna der Stadt Leipzig genutzt. Von 1997 bis 2002 nutzte die Großraumdisko „Jam Dancehall“ Teile des Gebäudes. Das anschließend hier untergebrachte Tanzhaus „Alpen Max. Der Gipfel des Vergnügens“ schloss im Jahr 2016 wieder, „weil die Stadt Leipzig Eigenbedarf für das Gebäude angemeldet hatte.“
Als im Jahr 2004 das Sachbuch Stasiland der Australierin Anna Funder auf Deutsch erscheinen sollte – in dem es ausdrücklich auch um die BVfS Leipzig geht –, erwirkte der Verein Gesellschaft zum Schutz von Bürgerrecht und Menschenwürde (GBM) kurz nach Erscheinen des Buches eine einstweilige Verfügung bezüglich der Schilderungen des Umgangs der GBM mit Kritikern. Daraufhin erschien die deutsche Fassung des Buches neu ohne die beanstandeten Passagen.
Die Olympiabewerbung Leipzigs im Jahr 2012 war von Stasi-Verstrickungen überschattet, als bekannt wurde, dass in wichtigen Positionen ehemalige IMs tätig waren.
Im Jahr 2017 wurde ein Konzept zur Nutzung übergeben. Im selben Jahr forderte eine Initiative Leipziger Architekten den Abriss der Gebäude um den Matthäikirchhof. Dagegen wurde argumentiert, dass „viele original erhaltene Zeugnisse in den Plattenbauten – etwa eine Bunkeranlage im zweiten Keller, das Büro des letzten Leipziger Stasi-Chefs, der Paternoster und die Fassade mit der Treppenhausverkleidung, spöttisch ‚Horchturm‘ genannt“ erhalten seien. 2019 und 2020 wurde eine Grundlagenermittlung für die Entwicklung des ehemaligen Matthäikirchhofs durchgeführt. Im Jahr 2021 fanden Aktionstage statt. Vorschläge für die Nachnutzung des Gebäudekomplexes umfassen auch ein „Zukunftszentrum“, inspiriert vom 2014 eröffneten „Europäischen Solidarność-Zentrum“ in Danzig.
Aufgrund der durch die geschlossene Bebauung geprägten Atmosphäre wird der Innenhof der ehemaligen Bezirksverwaltung wiederholt als Hintergrund für Verfilmungen eingesetzt; dazu zählen die 2021 verfilmte Geschichte Die unheimliche Leichtigkeit der Revolution und die 2022 gesendete ARD-Krimiserie „ZERV – Zeit der Abrechnung“. Auch der 2007 gedrehte Dokumentarfilm Die Firma – Das Ministerium für Staatssicherheit wurde in der BVfS Leipzig gedreht.
Die langfristige Nachnutzung der Bauten um den ehemaligen Matthäikirchhof wurde seit 2017 verstärkt diskutiert. Anfang des Jahres 2024 wurde aus 66 Vorschlägen, von denen neun im Finale standen, ein Entwurf gewählt, der „wesentliche Teile des Bestands ... ressourcenschonend bewahrt und sinnvoll durch Neubau ergänzt.“ Die Bürgerbeteiligung an der Entscheidungsfindung wird allgemein als hoch eingeschätzt.
Als für die Zukunft wichtig wird angesehen, dass hier die „archäologische Reste einer mittelalterlichen Burg und späterer Klosterbauten zu erwarten sind, denen im Wettbewerb leider kaum Beachtung geschenkt wurde. Nachdem die Stasi das Areal schon geschichtsfeindlich überformt hat, sollte es nicht passieren, dass bauliche Spuren der Wiege Leipzigs für einen Neubau zur Aufbewahrung ihrer Hinterlassenschaften abgebaggert werden.“

## Struktur und Aufbau

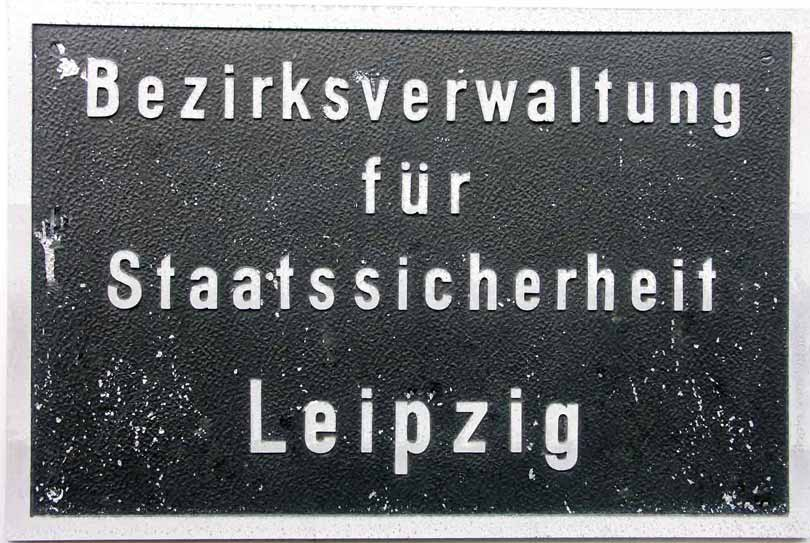
Kopie eines vierzeiligen Amtsschildes der BVfS Leipzig, 2006

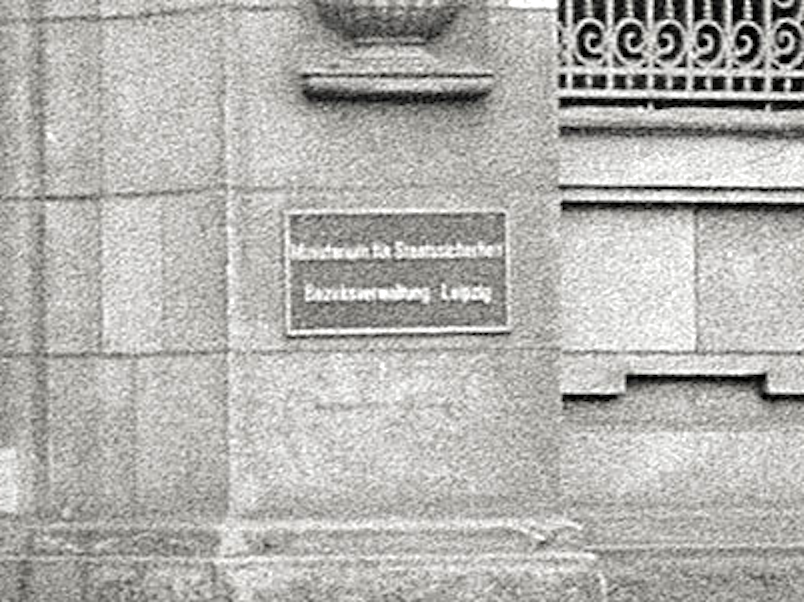
Zweizeiliges Amtsschild der BVfS Leipzig, 1984

### Personal
Die Gesamtanzahl der hauptamtlichen Mitarbeitern der BV Leipzig lag Ende 1988 bei 3.792 (Stand 31. Dezember 1988), die Einwohnerzahl des Bezirkes Leipzig betrug 1989 etwa 1.360.900 Personen. Die Gesamtzahl der hauptamtlichen Mitarbeiter der Kreisdienststelle Leipzig umfasste 757. In der Bezirksverwaltung Leipzig und allen ihren Kreisdienststellen gab es im Jahr 1989 insgesamt 9.979 inoffizielle Mitarbeiter. Davon waren 5.331 IMS (Inoffizieller Mitarbeiter zur politisch-operativen Durchdringung und Sicherung des Verantwortungsbereiches), 142 IMB (Inoffizieller Mitarbeiter der Abwehr mit Feindverbindung oder zur unmittelbaren Bearbeitung im Verdacht der Feindtätigkeit stehender Personen), 275 IME (Inoffizieller Mitarbeiter im besonderen Einsatz), 169 FIM (Führungs-IM), 1.475 IMK/KW/KO, 162 IMK (Inoffizieller Mitarbeiter zur Sicherung der Konspiration und des Verbindungswesens)/DA/DT/S und 1.637 GMS (Gesellschaftliche Mitarbeiter für Sicherheit) (Stand: 31. Oktober 1989). Die „Inoffiziellen Mitarbeiter“ des MfS bildeten eine „Schattenarmee“ der Geheimpolizei, und das Stichwort IM prägt noch heute die Diskussion über die Rolle der Stasi in der DDR. Insgesamt wurden die meisten IM pro Einwohner in den Bezirken Brandenburgs geführt, die wenigsten in den Bezirken Sachsens. In den Städten gab es die größte Dichte in Cottbus und die geringste in Leipzig.

### Entwicklung der hauptamtlichen Mitarbeiter
Alle Angaben zum 31. Dezember eines jeden Jahres, sofern nicht anders angegeben.

### Leiter
- vor März 1952: Felix Müller[1]
- 1952–1958: Kurt Rümmler (1911–1958)
- 1959–1966: Hans Schneider (1914–1972)
- 1966–1989: Manfred Hummitzsch (1929–2015)[81]

Von Dezember 1989 bis April 1990 war Reinhard Eppisch, von 1983 bis 1990 1. Stellvertreter Operativ, noch für die Auflösung zuständig.

### Strukturen
Die BVfS Leipzig bestand im Jahr 1989 aus 33 Abteilungen, Arbeitsgruppen, Einheiten oder Referaten.
- Dabei unterstanden dem Leiter der Bezirksverwaltung:
  - Persönlicher Referent
  - Auswertungs- und Kontrollgruppe (AKG)
  - Auskunft, Speicher (Abteilung XII)
  - Kader und Schulung (Abteilung KuSch)
  - Medizinischer Dienst (MD)
  - Arbeitsgruppe des Leiters (AGL)
  - Wach- und Sicherungseinheit (WSE)
  - Untersuchungsorgan (Abteilung IX)
  - Untersuchungshaft, Strafvollzug (Abteilung XIV)
  - Telefonüberwachung (Abteilung 26)
  - Abteilung Finanzen
- Dem 1. Stellvertreter waren zugeordnet:
  - Volkswirtschaft (Abteilung XVIII)
  - Verkehr, Post, Nachrichtenwesen (Abteilung XIX)
  - Staatsapparat, Kirche, Kultur, Untergrund (Abteilung XX)
  - Geheimnisschutz (Arbeitsgruppe AGG)
  - Arbeitsgruppe Aktionen und Einsätze
  - Selbständiges Referat Personenschutz (PS)
- Dem Stellvertreter Operativ unterstanden:
  - Spionageabwehr (Abteilung II)
  - Postkontrolle (Abteilung M)
  - Passkontrolle, Grenzüberschreitender Verkehr, Tourismus (Abteilung VI)
  - Ministerium des Innern, Deutsche Volkspolizei (Abteilung VII)
  - Beobachtung, Ermittlung (Abteilung VIII)
  - Terrorabwehr (Arbeitsgruppe XXII)
  - Bezirkskoordinierungsgruppe (BKG)
  - Selbständiges Referat Abwehr Wehrkommando
- Dem Stellvertreter für operative Technik/Sicherstellung waren unterstellt:
  - Funkaufklärung, Funkabwehr (Abteilung III)
  - Operative Technik (Abteilung OT)
  - Sicherstellung des Nachrichtenwesens (Abteilung N)
  - Chiffrierwesen (Abteilung XI)
  - Selbständiges Referat Bewaffnung und Chemischer Dienst (BCD)
  - Rückwärtige Dienste (Abteilung RD)
  - Büro der Leitung (BdL)
- Als letztes leitete der Stellvertreter Aufklärung die Auslandsspionage (Abt. XV).

|  |  |                                                                                                 |                                                                                                 |                                                                                                 |                                                                                                 |                                                                                                 |                                                                                                 |  |  |                                                                                       |                                                                                       |                                                                                       |                                                                                       |                                                                                       |                                                                                       |  |  | Leiter der BV Generalleutnant Dr. Manfred HUMMITZSCH                           |                                                                                |                                                                                |                                                                                |                                                                                |                                                                                |  |  |                                                                  |                                                                  |                                                                  |                                                                  |                                                                  |                                                                  |  |  |                                                                  |                                                                  |                                                                  |                                                                  |                                                                  |                                                                  |  |  |
|  |  |                                                                                                 |                                                                                                 |                                                                                                 |                                                                                                 |                                                                                                 |                                                                                                 |  |  |                                                                                       |                                                                                       |                                                                                       |                                                                                       |                                                                                       |                                                                                       |  |  |                                                                                |                                                                                |                                                                                |                                                                                |                                                                                |                                                                                |  |  |                                                                  |                                                                  |                                                                  |                                                                  |                                                                  |                                                                  |  |  |                                                                  |                                                                  |                                                                  |                                                                  |                                                                  |                                                                  |  |  |
|  |  |                                                                                                 |                                                                                                 |                                                                                                 |                                                                                                 |                                                                                                 |                                                                                                 |  |  |                                                                                       |                                                                                       |                                                                                       |                                                                                       |                                                                                       |                                                                                       |  |  |                                                                                |                                                                                |                                                                                |                                                                                |                                                                                |                                                                                |  |  |                                                                  |                                                                  |                                                                  |                                                                  |                                                                  |                                                                  |  |  |                                                                  |                                                                  |                                                                  |                                                                  |                                                                  |                                                                  |  |  |
|  |  | Zentrale SED-Parteileitung d. BV Oberst Alfred KNÖFLER                                          | Zentrale SED-Parteileitung d. BV Oberst Alfred KNÖFLER                                          | Zentrale SED-Parteileitung d. BV Oberst Alfred KNÖFLER                                          | Zentrale SED-Parteileitung d. BV Oberst Alfred KNÖFLER                                          | Zentrale SED-Parteileitung d. BV Oberst Alfred KNÖFLER                                          | Zentrale SED-Parteileitung d. BV Oberst Alfred KNÖFLER                                          |  |  | Beauftragter des Leiters der BV Major Roland DOLLMEYER                                | Beauftragter des Leiters der BV Major Roland DOLLMEYER                                | Beauftragter des Leiters der BV Major Roland DOLLMEYER                                | Beauftragter des Leiters der BV Major Roland DOLLMEYER                                | Beauftragter des Leiters der BV Major Roland DOLLMEYER                                | Beauftragter des Leiters der BV Major Roland DOLLMEYER                                |  |  | Verantwortungsbereiche der 4 Stellvertreter                                    | Verantwortungsbereiche der 4 Stellvertreter                                    | Verantwortungsbereiche der 4 Stellvertreter                                    | Verantwortungsbereiche der 4 Stellvertreter                                    | Verantwortungsbereiche der 4 Stellvertreter                                    | Verantwortungsbereiche der 4 Stellvertreter                                    |  |  |                                                                  |                                                                  |                                                                  |                                                                  |                                                                  |                                                                  |  |  | Verantwortungsbereiche des Leiters der BV                        | Verantwortungsbereiche des Leiters der BV                        | Verantwortungsbereiche des Leiters der BV                        | Verantwortungsbereiche des Leiters der BV                        | Verantwortungsbereiche des Leiters der BV                        | Verantwortungsbereiche des Leiters der BV                        |  |  |
|  |  | Zentrale SED-Parteileitung d. BV Oberst Alfred KNÖFLER                                          | Zentrale SED-Parteileitung d. BV Oberst Alfred KNÖFLER                                          | Zentrale SED-Parteileitung d. BV Oberst Alfred KNÖFLER                                          | Zentrale SED-Parteileitung d. BV Oberst Alfred KNÖFLER                                          | Zentrale SED-Parteileitung d. BV Oberst Alfred KNÖFLER                                          | Zentrale SED-Parteileitung d. BV Oberst Alfred KNÖFLER                                          |  |  | Beauftragter des Leiters der BV Major Roland DOLLMEYER                                | Beauftragter des Leiters der BV Major Roland DOLLMEYER                                | Beauftragter des Leiters der BV Major Roland DOLLMEYER                                | Beauftragter des Leiters der BV Major Roland DOLLMEYER                                | Beauftragter des Leiters der BV Major Roland DOLLMEYER                                | Beauftragter des Leiters der BV Major Roland DOLLMEYER                                |  |  | Verantwortungsbereiche der 4 Stellvertreter                                    | Verantwortungsbereiche der 4 Stellvertreter                                    | Verantwortungsbereiche der 4 Stellvertreter                                    | Verantwortungsbereiche der 4 Stellvertreter                                    | Verantwortungsbereiche der 4 Stellvertreter                                    | Verantwortungsbereiche der 4 Stellvertreter                                    |  |  |                                                                  |                                                                  |                                                                  |                                                                  |                                                                  |                                                                  |  |  | Verantwortungsbereiche des Leiters der BV                        | Verantwortungsbereiche des Leiters der BV                        | Verantwortungsbereiche des Leiters der BV                        | Verantwortungsbereiche des Leiters der BV                        | Verantwortungsbereiche des Leiters der BV                        | Verantwortungsbereiche des Leiters der BV                        |  |  |
|  |  |                                                                                                 |                                                                                                 |                                                                                                 |                                                                                                 |                                                                                                 |                                                                                                 |  |  |                                                                                       |                                                                                       |                                                                                       |                                                                                       |                                                                                       |                                                                                       |  |  |                                                                                |                                                                                |                                                                                |                                                                                |                                                                                |                                                                                |  |  |                                                                  |                                                                  |                                                                  |                                                                  |                                                                  |                                                                  |  |  |                                                                  |                                                                  |                                                                  |                                                                  |                                                                  |                                                                  |  |  |
|  |  |                                                                                                 |                                                                                                 |                                                                                                 |                                                                                                 |                                                                                                 |                                                                                                 |  |  |                                                                                       |                                                                                       |                                                                                       |                                                                                       |                                                                                       |                                                                                       |  |  |                                                                                |                                                                                |                                                                                |                                                                                |                                                                                |                                                                                |  |  |                                                                  |                                                                  |                                                                  |                                                                  |                                                                  |                                                                  |  |  |                                                                  |                                                                  |                                                                  |                                                                  |                                                                  |                                                                  |  |  |
|  |  | 1. Stv. Operativ Oberst Reinhard EPPISCH                                                        | 1. Stv. Operativ Oberst Reinhard EPPISCH                                                        | 1. Stv. Operativ Oberst Reinhard EPPISCH                                                        | 1. Stv. Operativ Oberst Reinhard EPPISCH                                                        | 1. Stv. Operativ Oberst Reinhard EPPISCH                                                        | 1. Stv. Operativ Oberst Reinhard EPPISCH                                                        |  |  | Stv. Operativ Oberst Dieter MÜLLER                                                    | Stv. Operativ Oberst Dieter MÜLLER                                                    | Stv. Operativ Oberst Dieter MÜLLER                                                    | Stv. Operativ Oberst Dieter MÜLLER                                                    | Stv. Operativ Oberst Dieter MÜLLER                                                    | Stv. Operativ Oberst Dieter MÜLLER                                                    |  |  | Stv. operative Technik / Sicherstellung (OT/S) Oberst Peter KURZE              | Stv. operative Technik / Sicherstellung (OT/S) Oberst Peter KURZE              | Stv. operative Technik / Sicherstellung (OT/S) Oberst Peter KURZE              | Stv. operative Technik / Sicherstellung (OT/S) Oberst Peter KURZE              | Stv. operative Technik / Sicherstellung (OT/S) Oberst Peter KURZE              | Stv. operative Technik / Sicherstellung (OT/S) Oberst Peter KURZE              |  |  | Stv. Aufklärung Oberst Claus BRÜNING                             | Stv. Aufklärung Oberst Claus BRÜNING                             | Stv. Aufklärung Oberst Claus BRÜNING                             | Stv. Aufklärung Oberst Claus BRÜNING                             | Stv. Aufklärung Oberst Claus BRÜNING                             | Stv. Aufklärung Oberst Claus BRÜNING                             |  |  | Abt. IX (Untersuchungsorgan) Oberst Rolf ETZOLD                  | Abt. IX (Untersuchungsorgan) Oberst Rolf ETZOLD                  | Abt. IX (Untersuchungsorgan) Oberst Rolf ETZOLD                  | Abt. IX (Untersuchungsorgan) Oberst Rolf ETZOLD                  | Abt. IX (Untersuchungsorgan) Oberst Rolf ETZOLD                  | Abt. IX (Untersuchungsorgan) Oberst Rolf ETZOLD                  |  |  |
|  |  | 1. Stv. Operativ Oberst Reinhard EPPISCH                                                        | 1. Stv. Operativ Oberst Reinhard EPPISCH                                                        | 1. Stv. Operativ Oberst Reinhard EPPISCH                                                        | 1. Stv. Operativ Oberst Reinhard EPPISCH                                                        | 1. Stv. Operativ Oberst Reinhard EPPISCH                                                        | 1. Stv. Operativ Oberst Reinhard EPPISCH                                                        |  |  | Stv. Operativ Oberst Dieter MÜLLER                                                    | Stv. Operativ Oberst Dieter MÜLLER                                                    | Stv. Operativ Oberst Dieter MÜLLER                                                    | Stv. Operativ Oberst Dieter MÜLLER                                                    | Stv. Operativ Oberst Dieter MÜLLER                                                    | Stv. Operativ Oberst Dieter MÜLLER                                                    |  |  | Stv. operative Technik / Sicherstellung (OT/S) Oberst Peter KURZE              | Stv. operative Technik / Sicherstellung (OT/S) Oberst Peter KURZE              | Stv. operative Technik / Sicherstellung (OT/S) Oberst Peter KURZE              | Stv. operative Technik / Sicherstellung (OT/S) Oberst Peter KURZE              | Stv. operative Technik / Sicherstellung (OT/S) Oberst Peter KURZE              | Stv. operative Technik / Sicherstellung (OT/S) Oberst Peter KURZE              |  |  | Stv. Aufklärung Oberst Claus BRÜNING                             | Stv. Aufklärung Oberst Claus BRÜNING                             | Stv. Aufklärung Oberst Claus BRÜNING                             | Stv. Aufklärung Oberst Claus BRÜNING                             | Stv. Aufklärung Oberst Claus BRÜNING                             | Stv. Aufklärung Oberst Claus BRÜNING                             |  |  | Abt. IX (Untersuchungsorgan) Oberst Rolf ETZOLD                  | Abt. IX (Untersuchungsorgan) Oberst Rolf ETZOLD                  | Abt. IX (Untersuchungsorgan) Oberst Rolf ETZOLD                  | Abt. IX (Untersuchungsorgan) Oberst Rolf ETZOLD                  | Abt. IX (Untersuchungsorgan) Oberst Rolf ETZOLD                  | Abt. IX (Untersuchungsorgan) Oberst Rolf ETZOLD                  |  |  |
|  |  |                                                                                                 |                                                                                                 |                                                                                                 |                                                                                                 |                                                                                                 |                                                                                                 |  |  |                                                                                       |                                                                                       |                                                                                       |                                                                                       |                                                                                       |                                                                                       |  |  |                                                                                |                                                                                |                                                                                |                                                                                |                                                                                |                                                                                |  |  |                                                                  |                                                                  |                                                                  |                                                                  |                                                                  |                                                                  |  |  |                                                                  |                                                                  |                                                                  |                                                                  |                                                                  |                                                                  |  |  |
|  |  | Abt. XVIII (Absicherung Volkswirtschaft) Oberstleutnant Manfred LÜHR                            | Abt. XVIII (Absicherung Volkswirtschaft) Oberstleutnant Manfred LÜHR                            | Abt. XVIII (Absicherung Volkswirtschaft) Oberstleutnant Manfred LÜHR                            | Abt. XVIII (Absicherung Volkswirtschaft) Oberstleutnant Manfred LÜHR                            | Abt. XVIII (Absicherung Volkswirtschaft) Oberstleutnant Manfred LÜHR                            | Abt. XVIII (Absicherung Volkswirtschaft) Oberstleutnant Manfred LÜHR                            |  |  | Abt. VI (Passkontrolle, Tourismus) Oberstleutnant Wolfgang ROSSE                      | Abt. VI (Passkontrolle, Tourismus) Oberstleutnant Wolfgang ROSSE                      | Abt. VI (Passkontrolle, Tourismus) Oberstleutnant Wolfgang ROSSE                      | Abt. VI (Passkontrolle, Tourismus) Oberstleutnant Wolfgang ROSSE                      | Abt. VI (Passkontrolle, Tourismus) Oberstleutnant Wolfgang ROSSE                      | Abt. VI (Passkontrolle, Tourismus) Oberstleutnant Wolfgang ROSSE                      |  |  | Abt. III (Funkaufklärung) Oberstleutnant Andreas RICHTER                       | Abt. III (Funkaufklärung) Oberstleutnant Andreas RICHTER                       | Abt. III (Funkaufklärung) Oberstleutnant Andreas RICHTER                       | Abt. III (Funkaufklärung) Oberstleutnant Andreas RICHTER                       | Abt. III (Funkaufklärung) Oberstleutnant Andreas RICHTER                       | Abt. III (Funkaufklärung) Oberstleutnant Andreas RICHTER                       |  |  | Abt. XV (Auslandsaufklärung) Oberst Claus BRÜNING                | Abt. XV (Auslandsaufklärung) Oberst Claus BRÜNING                | Abt. XV (Auslandsaufklärung) Oberst Claus BRÜNING                | Abt. XV (Auslandsaufklärung) Oberst Claus BRÜNING                | Abt. XV (Auslandsaufklärung) Oberst Claus BRÜNING                | Abt. XV (Auslandsaufklärung) Oberst Claus BRÜNING                |  |  | Abt. XIV (Unters.- Haftanstalt) Oberstleutnant Horst NÄTHER      | Abt. XIV (Unters.- Haftanstalt) Oberstleutnant Horst NÄTHER      | Abt. XIV (Unters.- Haftanstalt) Oberstleutnant Horst NÄTHER      | Abt. XIV (Unters.- Haftanstalt) Oberstleutnant Horst NÄTHER      | Abt. XIV (Unters.- Haftanstalt) Oberstleutnant Horst NÄTHER      | Abt. XIV (Unters.- Haftanstalt) Oberstleutnant Horst NÄTHER      |  |  |
|  |  | Abt. XVIII (Absicherung Volkswirtschaft) Oberstleutnant Manfred LÜHR                            | Abt. XVIII (Absicherung Volkswirtschaft) Oberstleutnant Manfred LÜHR                            | Abt. XVIII (Absicherung Volkswirtschaft) Oberstleutnant Manfred LÜHR                            | Abt. XVIII (Absicherung Volkswirtschaft) Oberstleutnant Manfred LÜHR                            | Abt. XVIII (Absicherung Volkswirtschaft) Oberstleutnant Manfred LÜHR                            | Abt. XVIII (Absicherung Volkswirtschaft) Oberstleutnant Manfred LÜHR                            |  |  |                                                                                       | Abt. VI (Passkontrolle, Tourismus) Oberstleutnant Wolfgang ROSSE                      | Abt. VI (Passkontrolle, Tourismus) Oberstleutnant Wolfgang ROSSE                      | Abt. VI (Passkontrolle, Tourismus) Oberstleutnant Wolfgang ROSSE                      | Abt. VI (Passkontrolle, Tourismus) Oberstleutnant Wolfgang ROSSE                      | Abt. VI (Passkontrolle, Tourismus) Oberstleutnant Wolfgang ROSSE                      |  |  | Abt. III (Funkaufklärung) Oberstleutnant Andreas RICHTER                       | Abt. III (Funkaufklärung) Oberstleutnant Andreas RICHTER                       | Abt. III (Funkaufklärung) Oberstleutnant Andreas RICHTER                       | Abt. III (Funkaufklärung) Oberstleutnant Andreas RICHTER                       | Abt. III (Funkaufklärung) Oberstleutnant Andreas RICHTER                       | Abt. III (Funkaufklärung) Oberstleutnant Andreas RICHTER                       |  |  | Abt. XV (Auslandsaufklärung) Oberst Claus BRÜNING                | Abt. XV (Auslandsaufklärung) Oberst Claus BRÜNING                | Abt. XV (Auslandsaufklärung) Oberst Claus BRÜNING                | Abt. XV (Auslandsaufklärung) Oberst Claus BRÜNING                | Abt. XV (Auslandsaufklärung) Oberst Claus BRÜNING                | Abt. XV (Auslandsaufklärung) Oberst Claus BRÜNING                |  |  | Abt. XIV (Unters.- Haftanstalt) Oberstleutnant Horst NÄTHER      | Abt. XIV (Unters.- Haftanstalt) Oberstleutnant Horst NÄTHER      | Abt. XIV (Unters.- Haftanstalt) Oberstleutnant Horst NÄTHER      | Abt. XIV (Unters.- Haftanstalt) Oberstleutnant Horst NÄTHER      | Abt. XIV (Unters.- Haftanstalt) Oberstleutnant Horst NÄTHER      | Abt. XIV (Unters.- Haftanstalt) Oberstleutnant Horst NÄTHER      |  |  |
|  |  |                                                                                                 |                                                                                                 |                                                                                                 |                                                                                                 |                                                                                                 |                                                                                                 |  |  |                                                                                       |                                                                                       |                                                                                       |                                                                                       |                                                                                       |                                                                                       |  |  |                                                                                |                                                                                |                                                                                |                                                                                |                                                                                |                                                                                |  |  |                                                                  |                                                                  |                                                                  |                                                                  |                                                                  |                                                                  |  |  |                                                                  |                                                                  |                                                                  |                                                                  |                                                                  |                                                                  |  |  |
|  |  | Abt. XIX (Absicherung Verkehr, Post u. Nachrichtenwesen) Oberstleutnant Günter LEUBOLD          | Abt. XIX (Absicherung Verkehr, Post u. Nachrichtenwesen) Oberstleutnant Günter LEUBOLD          | Abt. XIX (Absicherung Verkehr, Post u. Nachrichtenwesen) Oberstleutnant Günter LEUBOLD          | Abt. XIX (Absicherung Verkehr, Post u. Nachrichtenwesen) Oberstleutnant Günter LEUBOLD          | Abt. XIX (Absicherung Verkehr, Post u. Nachrichtenwesen) Oberstleutnant Günter LEUBOLD          | Abt. XIX (Absicherung Verkehr, Post u. Nachrichtenwesen) Oberstleutnant Günter LEUBOLD          |  |  | Abt. VII (Absicherung Volkspolizei, Min. d. Innern) Oberstleutnant Karl-Heinz SCHULZE | Abt. VII (Absicherung Volkspolizei, Min. d. Innern) Oberstleutnant Karl-Heinz SCHULZE | Abt. VII (Absicherung Volkspolizei, Min. d. Innern) Oberstleutnant Karl-Heinz SCHULZE | Abt. VII (Absicherung Volkspolizei, Min. d. Innern) Oberstleutnant Karl-Heinz SCHULZE | Abt. VII (Absicherung Volkspolizei, Min. d. Innern) Oberstleutnant Karl-Heinz SCHULZE | Abt. VII (Absicherung Volkspolizei, Min. d. Innern) Oberstleutnant Karl-Heinz SCHULZE |  |  | Abt. XI (Chiffrierwesen) Oberstleutnant Alfred SCHNABEL                        | Abt. XI (Chiffrierwesen) Oberstleutnant Alfred SCHNABEL                        | Abt. XI (Chiffrierwesen) Oberstleutnant Alfred SCHNABEL                        | Abt. XI (Chiffrierwesen) Oberstleutnant Alfred SCHNABEL                        | Abt. XI (Chiffrierwesen) Oberstleutnant Alfred SCHNABEL                        | Abt. XI (Chiffrierwesen) Oberstleutnant Alfred SCHNABEL                        |  |  |                                                                  |                                                                  |                                                                  |                                                                  |                                                                  |                                                                  |  |  | Abt. 26 (Abhörmaßn.) Oberstleutnant Klaus HARTTIG                | Abt. 26 (Abhörmaßn.) Oberstleutnant Klaus HARTTIG                | Abt. 26 (Abhörmaßn.) Oberstleutnant Klaus HARTTIG                | Abt. 26 (Abhörmaßn.) Oberstleutnant Klaus HARTTIG                | Abt. 26 (Abhörmaßn.) Oberstleutnant Klaus HARTTIG                | Abt. 26 (Abhörmaßn.) Oberstleutnant Klaus HARTTIG                |  |  |
|  |  | Abt. XIX (Absicherung Verkehr, Post u. Nachrichtenwesen) Oberstleutnant Günter LEUBOLD          | Abt. XIX (Absicherung Verkehr, Post u. Nachrichtenwesen) Oberstleutnant Günter LEUBOLD          | Abt. XIX (Absicherung Verkehr, Post u. Nachrichtenwesen) Oberstleutnant Günter LEUBOLD          | Abt. XIX (Absicherung Verkehr, Post u. Nachrichtenwesen) Oberstleutnant Günter LEUBOLD          | Abt. XIX (Absicherung Verkehr, Post u. Nachrichtenwesen) Oberstleutnant Günter LEUBOLD          | Abt. XIX (Absicherung Verkehr, Post u. Nachrichtenwesen) Oberstleutnant Günter LEUBOLD          |  |  | Abt. VII (Absicherung Volkspolizei, Min. d. Innern) Oberstleutnant Karl-Heinz SCHULZE | Abt. VII (Absicherung Volkspolizei, Min. d. Innern) Oberstleutnant Karl-Heinz SCHULZE | Abt. VII (Absicherung Volkspolizei, Min. d. Innern) Oberstleutnant Karl-Heinz SCHULZE | Abt. VII (Absicherung Volkspolizei, Min. d. Innern) Oberstleutnant Karl-Heinz SCHULZE | Abt. VII (Absicherung Volkspolizei, Min. d. Innern) Oberstleutnant Karl-Heinz SCHULZE | Abt. VII (Absicherung Volkspolizei, Min. d. Innern) Oberstleutnant Karl-Heinz SCHULZE |  |  | Abt. XI (Chiffrierwesen) Oberstleutnant Alfred SCHNABEL                        | Abt. XI (Chiffrierwesen) Oberstleutnant Alfred SCHNABEL                        | Abt. XI (Chiffrierwesen) Oberstleutnant Alfred SCHNABEL                        | Abt. XI (Chiffrierwesen) Oberstleutnant Alfred SCHNABEL                        | Abt. XI (Chiffrierwesen) Oberstleutnant Alfred SCHNABEL                        | Abt. XI (Chiffrierwesen) Oberstleutnant Alfred SCHNABEL                        |  |  |                                                                  |                                                                  |                                                                  |                                                                  |                                                                  |                                                                  |  |  | Abt. 26 (Abhörmaßn.) Oberstleutnant Klaus HARTTIG                | Abt. 26 (Abhörmaßn.) Oberstleutnant Klaus HARTTIG                | Abt. 26 (Abhörmaßn.) Oberstleutnant Klaus HARTTIG                | Abt. 26 (Abhörmaßn.) Oberstleutnant Klaus HARTTIG                | Abt. 26 (Abhörmaßn.) Oberstleutnant Klaus HARTTIG                | Abt. 26 (Abhörmaßn.) Oberstleutnant Klaus HARTTIG                |  |  |
|  |  |                                                                                                 |                                                                                                 |                                                                                                 |                                                                                                 |                                                                                                 |                                                                                                 |  |  |                                                                                       |                                                                                       |                                                                                       |                                                                                       |                                                                                       |                                                                                       |  |  |                                                                                |                                                                                |                                                                                |                                                                                |                                                                                |                                                                                |  |  |                                                                  |                                                                  |                                                                  |                                                                  |                                                                  |                                                                  |  |  |                                                                  |                                                                  |                                                                  |                                                                  |                                                                  |                                                                  |  |  |
|  |  | Abt. XX (Absicherung Staatsapparat, staatl. Institutionen, Kirchen, Kultur) Major Jörg STRENGER | Abt. XX (Absicherung Staatsapparat, staatl. Institutionen, Kirchen, Kultur) Major Jörg STRENGER | Abt. XX (Absicherung Staatsapparat, staatl. Institutionen, Kirchen, Kultur) Major Jörg STRENGER | Abt. XX (Absicherung Staatsapparat, staatl. Institutionen, Kirchen, Kultur) Major Jörg STRENGER | Abt. XX (Absicherung Staatsapparat, staatl. Institutionen, Kirchen, Kultur) Major Jörg STRENGER | Abt. XX (Absicherung Staatsapparat, staatl. Institutionen, Kirchen, Kultur) Major Jörg STRENGER |  |  | Abt. VIII (Beobachtung, Ermittlung) Oberstleutnant Gottfried THOMAS                   | Abt. VIII (Beobachtung, Ermittlung) Oberstleutnant Gottfried THOMAS                   | Abt. VIII (Beobachtung, Ermittlung) Oberstleutnant Gottfried THOMAS                   | Abt. VIII (Beobachtung, Ermittlung) Oberstleutnant Gottfried THOMAS                   | Abt. VIII (Beobachtung, Ermittlung) Oberstleutnant Gottfried THOMAS                   | Abt. VIII (Beobachtung, Ermittlung) Oberstleutnant Gottfried THOMAS                   |  |  | SR BCD (Selbstst. Referat Bewaffnung/Chemischer Dienst) Major Wolfgang FEULNER | SR BCD (Selbstst. Referat Bewaffnung/Chemischer Dienst) Major Wolfgang FEULNER | SR BCD (Selbstst. Referat Bewaffnung/Chemischer Dienst) Major Wolfgang FEULNER | SR BCD (Selbstst. Referat Bewaffnung/Chemischer Dienst) Major Wolfgang FEULNER | SR BCD (Selbstst. Referat Bewaffnung/Chemischer Dienst) Major Wolfgang FEULNER | SR BCD (Selbstst. Referat Bewaffnung/Chemischer Dienst) Major Wolfgang FEULNER |  |  |                                                                  |                                                                  |                                                                  |                                                                  |                                                                  |                                                                  |  |  | Abt. Finanzen Major Helmut KLENNER                               | Abt. Finanzen Major Helmut KLENNER                               | Abt. Finanzen Major Helmut KLENNER                               | Abt. Finanzen Major Helmut KLENNER                               | Abt. Finanzen Major Helmut KLENNER                               | Abt. Finanzen Major Helmut KLENNER                               |  |  |
|  |  | Abt. XX (Absicherung Staatsapparat, staatl. Institutionen, Kirchen, Kultur) Major Jörg STRENGER | Abt. XX (Absicherung Staatsapparat, staatl. Institutionen, Kirchen, Kultur) Major Jörg STRENGER | Abt. XX (Absicherung Staatsapparat, staatl. Institutionen, Kirchen, Kultur) Major Jörg STRENGER | Abt. XX (Absicherung Staatsapparat, staatl. Institutionen, Kirchen, Kultur) Major Jörg STRENGER | Abt. XX (Absicherung Staatsapparat, staatl. Institutionen, Kirchen, Kultur) Major Jörg STRENGER | Abt. XX (Absicherung Staatsapparat, staatl. Institutionen, Kirchen, Kultur) Major Jörg STRENGER |  |  | Abt. VIII (Beobachtung, Ermittlung) Oberstleutnant Gottfried THOMAS                   | Abt. VIII (Beobachtung, Ermittlung) Oberstleutnant Gottfried THOMAS                   | Abt. VIII (Beobachtung, Ermittlung) Oberstleutnant Gottfried THOMAS                   | Abt. VIII (Beobachtung, Ermittlung) Oberstleutnant Gottfried THOMAS                   | Abt. VIII (Beobachtung, Ermittlung) Oberstleutnant Gottfried THOMAS                   | Abt. VIII (Beobachtung, Ermittlung) Oberstleutnant Gottfried THOMAS                   |  |  | SR BCD (Selbstst. Referat Bewaffnung/Chemischer Dienst) Major Wolfgang FEULNER | SR BCD (Selbstst. Referat Bewaffnung/Chemischer Dienst) Major Wolfgang FEULNER | SR BCD (Selbstst. Referat Bewaffnung/Chemischer Dienst) Major Wolfgang FEULNER | SR BCD (Selbstst. Referat Bewaffnung/Chemischer Dienst) Major Wolfgang FEULNER | SR BCD (Selbstst. Referat Bewaffnung/Chemischer Dienst) Major Wolfgang FEULNER | SR BCD (Selbstst. Referat Bewaffnung/Chemischer Dienst) Major Wolfgang FEULNER |  |  |                                                                  |                                                                  |                                                                  |                                                                  |                                                                  |                                                                  |  |  | Abt. Finanzen Major Helmut KLENNER                               | Abt. Finanzen Major Helmut KLENNER                               | Abt. Finanzen Major Helmut KLENNER                               | Abt. Finanzen Major Helmut KLENNER                               | Abt. Finanzen Major Helmut KLENNER                               | Abt. Finanzen Major Helmut KLENNER                               |  |  |
|  |  |                                                                                                 |                                                                                                 |                                                                                                 |                                                                                                 |                                                                                                 |                                                                                                 |  |  |                                                                                       |                                                                                       |                                                                                       |                                                                                       |                                                                                       |                                                                                       |  |  |                                                                                |                                                                                |                                                                                |                                                                                |                                                                                |                                                                                |  |  |                                                                  |                                                                  |                                                                  |                                                                  |                                                                  |                                                                  |  |  |                                                                  |                                                                  |                                                                  |                                                                  |                                                                  |                                                                  |  |  |
|  |  | AG G (Arbeitsgruppe Geheimnisschutz) Oberstleutnant Rolf HARTMANN                               | AG G (Arbeitsgruppe Geheimnisschutz) Oberstleutnant Rolf HARTMANN                               | AG G (Arbeitsgruppe Geheimnisschutz) Oberstleutnant Rolf HARTMANN                               | AG G (Arbeitsgruppe Geheimnisschutz) Oberstleutnant Rolf HARTMANN                               | AG G (Arbeitsgruppe Geheimnisschutz) Oberstleutnant Rolf HARTMANN                               | AG G (Arbeitsgruppe Geheimnisschutz) Oberstleutnant Rolf HARTMANN                               |  |  | AG XXII (Arbeitsgruppe Terrorabwehr) Oberstleutnant Klaus HEISCHKEL                   | AG XXII (Arbeitsgruppe Terrorabwehr) Oberstleutnant Klaus HEISCHKEL                   | AG XXII (Arbeitsgruppe Terrorabwehr) Oberstleutnant Klaus HEISCHKEL                   | AG XXII (Arbeitsgruppe Terrorabwehr) Oberstleutnant Klaus HEISCHKEL                   | AG XXII (Arbeitsgruppe Terrorabwehr) Oberstleutnant Klaus HEISCHKEL                   | AG XXII (Arbeitsgruppe Terrorabwehr) Oberstleutnant Klaus HEISCHKEL                   |  |  | BdL (Büro der Leitung) Oberstleutnant Rudolf SEIDEL                            | BdL (Büro der Leitung) Oberstleutnant Rudolf SEIDEL                            | BdL (Büro der Leitung) Oberstleutnant Rudolf SEIDEL                            | BdL (Büro der Leitung) Oberstleutnant Rudolf SEIDEL                            | BdL (Büro der Leitung) Oberstleutnant Rudolf SEIDEL                            | BdL (Büro der Leitung) Oberstleutnant Rudolf SEIDEL                            |  |  | WSE (Wach- und Sicherungseinheit) Major Frank HEYMANN            | WSE (Wach- und Sicherungseinheit) Major Frank HEYMANN            | WSE (Wach- und Sicherungseinheit) Major Frank HEYMANN            | WSE (Wach- und Sicherungseinheit) Major Frank HEYMANN            | WSE (Wach- und Sicherungseinheit) Major Frank HEYMANN            | WSE (Wach- und Sicherungseinheit) Major Frank HEYMANN            |  |  | AGL (Arbeitsgruppe des Leiters) Oberstleutnant Claus ROSENTRETER | AGL (Arbeitsgruppe des Leiters) Oberstleutnant Claus ROSENTRETER | AGL (Arbeitsgruppe des Leiters) Oberstleutnant Claus ROSENTRETER | AGL (Arbeitsgruppe des Leiters) Oberstleutnant Claus ROSENTRETER | AGL (Arbeitsgruppe des Leiters) Oberstleutnant Claus ROSENTRETER | AGL (Arbeitsgruppe des Leiters) Oberstleutnant Claus ROSENTRETER |  |  |
|  |  | AG G (Arbeitsgruppe Geheimnisschutz) Oberstleutnant Rolf HARTMANN                               | AG G (Arbeitsgruppe Geheimnisschutz) Oberstleutnant Rolf HARTMANN                               | AG G (Arbeitsgruppe Geheimnisschutz) Oberstleutnant Rolf HARTMANN                               | AG G (Arbeitsgruppe Geheimnisschutz) Oberstleutnant Rolf HARTMANN                               | AG G (Arbeitsgruppe Geheimnisschutz) Oberstleutnant Rolf HARTMANN                               | AG G (Arbeitsgruppe Geheimnisschutz) Oberstleutnant Rolf HARTMANN                               |  |  |                                                                                       | AG XXII (Arbeitsgruppe Terrorabwehr) Oberstleutnant Klaus HEISCHKEL                   | AG XXII (Arbeitsgruppe Terrorabwehr) Oberstleutnant Klaus HEISCHKEL                   | AG XXII (Arbeitsgruppe Terrorabwehr) Oberstleutnant Klaus HEISCHKEL                   | AG XXII (Arbeitsgruppe Terrorabwehr) Oberstleutnant Klaus HEISCHKEL                   | AG XXII (Arbeitsgruppe Terrorabwehr) Oberstleutnant Klaus HEISCHKEL                   |  |  | BdL (Büro der Leitung) Oberstleutnant Rudolf SEIDEL                            | BdL (Büro der Leitung) Oberstleutnant Rudolf SEIDEL                            | BdL (Büro der Leitung) Oberstleutnant Rudolf SEIDEL                            | BdL (Büro der Leitung) Oberstleutnant Rudolf SEIDEL                            | BdL (Büro der Leitung) Oberstleutnant Rudolf SEIDEL                            | BdL (Büro der Leitung) Oberstleutnant Rudolf SEIDEL                            |  |  | WSE (Wach- und Sicherungseinheit) Major Frank HEYMANN            | WSE (Wach- und Sicherungseinheit) Major Frank HEYMANN            | WSE (Wach- und Sicherungseinheit) Major Frank HEYMANN            | WSE (Wach- und Sicherungseinheit) Major Frank HEYMANN            | WSE (Wach- und Sicherungseinheit) Major Frank HEYMANN            | WSE (Wach- und Sicherungseinheit) Major Frank HEYMANN            |  |  | AGL (Arbeitsgruppe des Leiters) Oberstleutnant Claus ROSENTRETER | AGL (Arbeitsgruppe des Leiters) Oberstleutnant Claus ROSENTRETER | AGL (Arbeitsgruppe des Leiters) Oberstleutnant Claus ROSENTRETER | AGL (Arbeitsgruppe des Leiters) Oberstleutnant Claus ROSENTRETER | AGL (Arbeitsgruppe des Leiters) Oberstleutnant Claus ROSENTRETER | AGL (Arbeitsgruppe des Leiters) Oberstleutnant Claus ROSENTRETER |  |  |
|  |  |                                                                                                 |                                                                                                 |                                                                                                 |                                                                                                 |                                                                                                 |                                                                                                 |  |  |                                                                                       |                                                                                       |                                                                                       |                                                                                       |                                                                                       |                                                                                       |  |  |                                                                                |                                                                                |                                                                                |                                                                                |                                                                                |                                                                                |  |  |                                                                  |                                                                  |                                                                  |                                                                  |                                                                  |                                                                  |  |  |                                                                  |                                                                  |                                                                  |                                                                  |                                                                  |                                                                  |  |  |
|  |  | AG AuE (Arbeitsgruppe Aktionen und Einsätze) Hauptmann Bernd KLOSE                              | AG AuE (Arbeitsgruppe Aktionen und Einsätze) Hauptmann Bernd KLOSE                              | AG AuE (Arbeitsgruppe Aktionen und Einsätze) Hauptmann Bernd KLOSE                              | AG AuE (Arbeitsgruppe Aktionen und Einsätze) Hauptmann Bernd KLOSE                              | AG AuE (Arbeitsgruppe Aktionen und Einsätze) Hauptmann Bernd KLOSE                              | AG AuE (Arbeitsgruppe Aktionen und Einsätze) Hauptmann Bernd KLOSE                              |  |  | SR AWK (Selbstst. Referat Abwehr, Wehrkommando) Oberstleutnant Rolf SCHMIDT           | SR AWK (Selbstst. Referat Abwehr, Wehrkommando) Oberstleutnant Rolf SCHMIDT           | SR AWK (Selbstst. Referat Abwehr, Wehrkommando) Oberstleutnant Rolf SCHMIDT           | SR AWK (Selbstst. Referat Abwehr, Wehrkommando) Oberstleutnant Rolf SCHMIDT           | SR AWK (Selbstst. Referat Abwehr, Wehrkommando) Oberstleutnant Rolf SCHMIDT           | SR AWK (Selbstst. Referat Abwehr, Wehrkommando) Oberstleutnant Rolf SCHMIDT           |  |  | Abt. N (Nachrichtenwesen) Oberstleutnant Walter OTTO                           | Abt. N (Nachrichtenwesen) Oberstleutnant Walter OTTO                           | Abt. N (Nachrichtenwesen) Oberstleutnant Walter OTTO                           | Abt. N (Nachrichtenwesen) Oberstleutnant Walter OTTO                           | Abt. N (Nachrichtenwesen) Oberstleutnant Walter OTTO                           | Abt. N (Nachrichtenwesen) Oberstleutnant Walter OTTO                           |  |  | Abt. XII (Auskunft, Speicher, Archiv) Oberstleutnant Bernd HÖLBE | Abt. XII (Auskunft, Speicher, Archiv) Oberstleutnant Bernd HÖLBE | Abt. XII (Auskunft, Speicher, Archiv) Oberstleutnant Bernd HÖLBE | Abt. XII (Auskunft, Speicher, Archiv) Oberstleutnant Bernd HÖLBE | Abt. XII (Auskunft, Speicher, Archiv) Oberstleutnant Bernd HÖLBE | Abt. XII (Auskunft, Speicher, Archiv) Oberstleutnant Bernd HÖLBE |  |  | AKG (Auswertungs.- u. Kontrollgruppe) Oberst Peter WINKLER       | AKG (Auswertungs.- u. Kontrollgruppe) Oberst Peter WINKLER       | AKG (Auswertungs.- u. Kontrollgruppe) Oberst Peter WINKLER       | AKG (Auswertungs.- u. Kontrollgruppe) Oberst Peter WINKLER       | AKG (Auswertungs.- u. Kontrollgruppe) Oberst Peter WINKLER       | AKG (Auswertungs.- u. Kontrollgruppe) Oberst Peter WINKLER       |  |  |
|  |  | AG AuE (Arbeitsgruppe Aktionen und Einsätze) Hauptmann Bernd KLOSE                              | AG AuE (Arbeitsgruppe Aktionen und Einsätze) Hauptmann Bernd KLOSE                              | AG AuE (Arbeitsgruppe Aktionen und Einsätze) Hauptmann Bernd KLOSE                              | AG AuE (Arbeitsgruppe Aktionen und Einsätze) Hauptmann Bernd KLOSE                              | AG AuE (Arbeitsgruppe Aktionen und Einsätze) Hauptmann Bernd KLOSE                              | AG AuE (Arbeitsgruppe Aktionen und Einsätze) Hauptmann Bernd KLOSE                              |  |  |                                                                                       | SR AWK (Selbstst. Referat Abwehr, Wehrkommando) Oberstleutnant Rolf SCHMIDT           | SR AWK (Selbstst. Referat Abwehr, Wehrkommando) Oberstleutnant Rolf SCHMIDT           | SR AWK (Selbstst. Referat Abwehr, Wehrkommando) Oberstleutnant Rolf SCHMIDT           | SR AWK (Selbstst. Referat Abwehr, Wehrkommando) Oberstleutnant Rolf SCHMIDT           | SR AWK (Selbstst. Referat Abwehr, Wehrkommando) Oberstleutnant Rolf SCHMIDT           |  |  | Abt. N (Nachrichtenwesen) Oberstleutnant Walter OTTO                           | Abt. N (Nachrichtenwesen) Oberstleutnant Walter OTTO                           | Abt. N (Nachrichtenwesen) Oberstleutnant Walter OTTO                           | Abt. N (Nachrichtenwesen) Oberstleutnant Walter OTTO                           | Abt. N (Nachrichtenwesen) Oberstleutnant Walter OTTO                           | Abt. N (Nachrichtenwesen) Oberstleutnant Walter OTTO                           |  |  | Abt. XII (Auskunft, Speicher, Archiv) Oberstleutnant Bernd HÖLBE | Abt. XII (Auskunft, Speicher, Archiv) Oberstleutnant Bernd HÖLBE | Abt. XII (Auskunft, Speicher, Archiv) Oberstleutnant Bernd HÖLBE | Abt. XII (Auskunft, Speicher, Archiv) Oberstleutnant Bernd HÖLBE | Abt. XII (Auskunft, Speicher, Archiv) Oberstleutnant Bernd HÖLBE | Abt. XII (Auskunft, Speicher, Archiv) Oberstleutnant Bernd HÖLBE |  |  | AKG (Auswertungs.- u. Kontrollgruppe) Oberst Peter WINKLER       | AKG (Auswertungs.- u. Kontrollgruppe) Oberst Peter WINKLER       | AKG (Auswertungs.- u. Kontrollgruppe) Oberst Peter WINKLER       | AKG (Auswertungs.- u. Kontrollgruppe) Oberst Peter WINKLER       | AKG (Auswertungs.- u. Kontrollgruppe) Oberst Peter WINKLER       | AKG (Auswertungs.- u. Kontrollgruppe) Oberst Peter WINKLER       |  |  |
|  |  |                                                                                                 |                                                                                                 |                                                                                                 |                                                                                                 |                                                                                                 |                                                                                                 |  |  |                                                                                       |                                                                                       |                                                                                       |                                                                                       |                                                                                       |                                                                                       |  |  |                                                                                |                                                                                |                                                                                |                                                                                |                                                                                |                                                                                |  |  |                                                                  |                                                                  |                                                                  |                                                                  |                                                                  |                                                                  |  |  |                                                                  |                                                                  |                                                                  |                                                                  |                                                                  |                                                                  |  |  |
|  |  | SR PS (Selbstst. Referat Personenschutz) Major Peter KLAUS                                      | SR PS (Selbstst. Referat Personenschutz) Major Peter KLAUS                                      | SR PS (Selbstst. Referat Personenschutz) Major Peter KLAUS                                      | SR PS (Selbstst. Referat Personenschutz) Major Peter KLAUS                                      | SR PS (Selbstst. Referat Personenschutz) Major Peter KLAUS                                      | SR PS (Selbstst. Referat Personenschutz) Major Peter KLAUS                                      |  |  | BKG (Bezirkskoordinierungsgruppe) Oberstleutnant Gerhard FISCHER                      | BKG (Bezirkskoordinierungsgruppe) Oberstleutnant Gerhard FISCHER                      | BKG (Bezirkskoordinierungsgruppe) Oberstleutnant Gerhard FISCHER                      | BKG (Bezirkskoordinierungsgruppe) Oberstleutnant Gerhard FISCHER                      | BKG (Bezirkskoordinierungsgruppe) Oberstleutnant Gerhard FISCHER                      | BKG (Bezirkskoordinierungsgruppe) Oberstleutnant Gerhard FISCHER                      |  |  | Abt. OT (Operative Technik) Oberstleutnant Gert MANNTEUFEL                     | Abt. OT (Operative Technik) Oberstleutnant Gert MANNTEUFEL                     | Abt. OT (Operative Technik) Oberstleutnant Gert MANNTEUFEL                     | Abt. OT (Operative Technik) Oberstleutnant Gert MANNTEUFEL                     | Abt. OT (Operative Technik) Oberstleutnant Gert MANNTEUFEL                     | Abt. OT (Operative Technik) Oberstleutnant Gert MANNTEUFEL                     |  |  | Abt. Medizin. Dienst Oberstleutnant Dr. Wolfgang HARTZSCH        | Abt. Medizin. Dienst Oberstleutnant Dr. Wolfgang HARTZSCH        | Abt. Medizin. Dienst Oberstleutnant Dr. Wolfgang HARTZSCH        | Abt. Medizin. Dienst Oberstleutnant Dr. Wolfgang HARTZSCH        | Abt. Medizin. Dienst Oberstleutnant Dr. Wolfgang HARTZSCH        | Abt. Medizin. Dienst Oberstleutnant Dr. Wolfgang HARTZSCH        |  |  | Abt. KuSch (Kader und Schulung) Oberstleutnant Horst PINTHER     | Abt. KuSch (Kader und Schulung) Oberstleutnant Horst PINTHER     | Abt. KuSch (Kader und Schulung) Oberstleutnant Horst PINTHER     | Abt. KuSch (Kader und Schulung) Oberstleutnant Horst PINTHER     | Abt. KuSch (Kader und Schulung) Oberstleutnant Horst PINTHER     | Abt. KuSch (Kader und Schulung) Oberstleutnant Horst PINTHER     |  |  |
|  |  | SR PS (Selbstst. Referat Personenschutz) Major Peter KLAUS                                      | SR PS (Selbstst. Referat Personenschutz) Major Peter KLAUS                                      | SR PS (Selbstst. Referat Personenschutz) Major Peter KLAUS                                      | SR PS (Selbstst. Referat Personenschutz) Major Peter KLAUS                                      | SR PS (Selbstst. Referat Personenschutz) Major Peter KLAUS                                      | SR PS (Selbstst. Referat Personenschutz) Major Peter KLAUS                                      |  |  | BKG (Bezirkskoordinierungsgruppe) Oberstleutnant Gerhard FISCHER                      | BKG (Bezirkskoordinierungsgruppe) Oberstleutnant Gerhard FISCHER                      | BKG (Bezirkskoordinierungsgruppe) Oberstleutnant Gerhard FISCHER                      | BKG (Bezirkskoordinierungsgruppe) Oberstleutnant Gerhard FISCHER                      | BKG (Bezirkskoordinierungsgruppe) Oberstleutnant Gerhard FISCHER                      | BKG (Bezirkskoordinierungsgruppe) Oberstleutnant Gerhard FISCHER                      |  |  | Abt. OT (Operative Technik) Oberstleutnant Gert MANNTEUFEL                     | Abt. OT (Operative Technik) Oberstleutnant Gert MANNTEUFEL                     | Abt. OT (Operative Technik) Oberstleutnant Gert MANNTEUFEL                     | Abt. OT (Operative Technik) Oberstleutnant Gert MANNTEUFEL                     | Abt. OT (Operative Technik) Oberstleutnant Gert MANNTEUFEL                     | Abt. OT (Operative Technik) Oberstleutnant Gert MANNTEUFEL                     |  |  | Abt. Medizin. Dienst Oberstleutnant Dr. Wolfgang HARTZSCH        | Abt. Medizin. Dienst Oberstleutnant Dr. Wolfgang HARTZSCH        | Abt. Medizin. Dienst Oberstleutnant Dr. Wolfgang HARTZSCH        | Abt. Medizin. Dienst Oberstleutnant Dr. Wolfgang HARTZSCH        | Abt. Medizin. Dienst Oberstleutnant Dr. Wolfgang HARTZSCH        | Abt. Medizin. Dienst Oberstleutnant Dr. Wolfgang HARTZSCH        |  |  | Abt. KuSch (Kader und Schulung) Oberstleutnant Horst PINTHER     | Abt. KuSch (Kader und Schulung) Oberstleutnant Horst PINTHER     | Abt. KuSch (Kader und Schulung) Oberstleutnant Horst PINTHER     | Abt. KuSch (Kader und Schulung) Oberstleutnant Horst PINTHER     | Abt. KuSch (Kader und Schulung) Oberstleutnant Horst PINTHER     | Abt. KuSch (Kader und Schulung) Oberstleutnant Horst PINTHER     |  |  |
|  |  |                                                                                                 |                                                                                                 |                                                                                                 |                                                                                                 |                                                                                                 |                                                                                                 |  |  |                                                                                       |                                                                                       |                                                                                       |                                                                                       |                                                                                       |                                                                                       |  |  | Abt. RD (Rückwärtige Dienste) Oberstleutnant Karl-Heinz ERNST                  | Abt. RD (Rückwärtige Dienste) Oberstleutnant Karl-Heinz ERNST                  | Abt. RD (Rückwärtige Dienste) Oberstleutnant Karl-Heinz ERNST                  | Abt. RD (Rückwärtige Dienste) Oberstleutnant Karl-Heinz ERNST                  | Abt. RD (Rückwärtige Dienste) Oberstleutnant Karl-Heinz ERNST                  | Abt. RD (Rückwärtige Dienste) Oberstleutnant Karl-Heinz ERNST                  |  |  | Kreisdienststellen                                               | Kreisdienststellen                                               | Kreisdienststellen                                               | Kreisdienststellen                                               | Kreisdienststellen                                               | Kreisdienststellen                                               |  |  |                                                                  |                                                                  |                                                                  |                                                                  |                                                                  |                                                                  |  |  |
|  |  |                                                                                                 |                                                                                                 |                                                                                                 |                                                                                                 |                                                                                                 |                                                                                                 |  |  |                                                                                       |                                                                                       |                                                                                       |                                                                                       |                                                                                       |                                                                                       |  |  | Abt. RD (Rückwärtige Dienste) Oberstleutnant Karl-Heinz ERNST                  | Abt. RD (Rückwärtige Dienste) Oberstleutnant Karl-Heinz ERNST                  | Abt. RD (Rückwärtige Dienste) Oberstleutnant Karl-Heinz ERNST                  | Abt. RD (Rückwärtige Dienste) Oberstleutnant Karl-Heinz ERNST                  | Abt. RD (Rückwärtige Dienste) Oberstleutnant Karl-Heinz ERNST                  | Abt. RD (Rückwärtige Dienste) Oberstleutnant Karl-Heinz ERNST                  |  |  | Kreisdienststellen                                               | Kreisdienststellen                                               | Kreisdienststellen                                               | Kreisdienststellen                                               | Kreisdienststellen                                               | Kreisdienststellen                                               |  |  |                                                                  |                                                                  |                                                                  |                                                                  |                                                                  |                                                                  |  |  |
|  |  |                                                                                                 |                                                                                                 |                                                                                                 |                                                                                                 |                                                                                                 |                                                                                                 |  |  | Abt. II (Spionageabwehr) Oberst Karl SCHÖNLEY                                         | Abt. II (Spionageabwehr) Oberst Karl SCHÖNLEY                                         | Abt. II (Spionageabwehr) Oberst Karl SCHÖNLEY                                         | Abt. II (Spionageabwehr) Oberst Karl SCHÖNLEY                                         | Abt. II (Spionageabwehr) Oberst Karl SCHÖNLEY                                         | Abt. II (Spionageabwehr) Oberst Karl SCHÖNLEY                                         |  |  | Abt. M (Postüberwachung) Oberstleutnant Günter KATSCH                          | Abt. M (Postüberwachung) Oberstleutnant Günter KATSCH                          | Abt. M (Postüberwachung) Oberstleutnant Günter KATSCH                          | Abt. M (Postüberwachung) Oberstleutnant Günter KATSCH                          | Abt. M (Postüberwachung) Oberstleutnant Günter KATSCH                          | Abt. M (Postüberwachung) Oberstleutnant Günter KATSCH                          |  |  |                                                                  |                                                                  |                                                                  |                                                                  |                                                                  |                                                                  |  |  |                                                                  |                                                                  |                                                                  |                                                                  |                                                                  |                                                                  |  |  |
|  |  |                                                                                                 |                                                                                                 |                                                                                                 |                                                                                                 |                                                                                                 |                                                                                                 |  |  | Abt. II (Spionageabwehr) Oberst Karl SCHÖNLEY                                         | Abt. II (Spionageabwehr) Oberst Karl SCHÖNLEY                                         | Abt. II (Spionageabwehr) Oberst Karl SCHÖNLEY                                         | Abt. II (Spionageabwehr) Oberst Karl SCHÖNLEY                                         | Abt. II (Spionageabwehr) Oberst Karl SCHÖNLEY                                         | Abt. II (Spionageabwehr) Oberst Karl SCHÖNLEY                                         |  |  | Abt. M (Postüberwachung) Oberstleutnant Günter KATSCH                          | Abt. M (Postüberwachung) Oberstleutnant Günter KATSCH                          | Abt. M (Postüberwachung) Oberstleutnant Günter KATSCH                          | Abt. M (Postüberwachung) Oberstleutnant Günter KATSCH                          | Abt. M (Postüberwachung) Oberstleutnant Günter KATSCH                          | Abt. M (Postüberwachung) Oberstleutnant Günter KATSCH                          |  |  |                                                                  |                                                                  |                                                                  |                                                                  |                                                                  |                                                                  |  |  |                                                                  |                                                                  |                                                                  |                                                                  |                                                                  |                                                                  |  |  |
|  |  |                                                                                                 |                                                                                                 |                                                                                                 |                                                                                                 |                                                                                                 |                                                                                                 |  |  |                                                                                       |                                                                                       |                                                                                       |                                                                                       |                                                                                       |                                                                                       |  |  |                                                                                |                                                                                |                                                                                |                                                                                |                                                                                |                                                                                |  |  |                                                                  |                                                                  |                                                                  |                                                                  |                                                                  |                                                                  |  |  |                                                                  |                                                                  |                                                                  |                                                                  |                                                                  |                                                                  |  |  |
|  |  |                                                                                                 |                                                                                                 |                                                                                                 |                                                                                                 |                                                                                                 |                                                                                                 |  |  |                                                                                       |                                                                                       |                                                                                       |                                                                                       |                                                                                       |                                                                                       |  |  |                                                                                |                                                                                |                                                                                |                                                                                |                                                                                |                                                                                |  |  |                                                                  |                                                                  |                                                                  |                                                                  |                                                                  |                                                                  |  |  |                                                                  |                                                                  |                                                                  |                                                                  |                                                                  |                                                                  |  |  |

Hinzu kam die „Spezialkommission“, eine 1958 auf Befehl von Mielke gegründete „Mord- und Brandkommission“, die immer größere Kompetenzen bekam. 1967 wurde aus der Einheit die Spezialkommission bei der Untersuchungsabteilung IX mit dem Auftrag sogenannte Diversionsverbrechen, also Schädigung der Volkswirtschaft (Mord, Terror, Brandstiftung), zu ermitteln. Sie bildeten eine Art Kriminalpolizei innerhalb des DDR-Geheimdienstes, zuständig für alle sicherheitspolitisch bedeutsamen Fälle; als eine Polizei, die nachrichtendienstliche Mittel einsetzen durfte. Nach der Lesart der DDR-Oberen durfte es in einer „entwickelten sozialistischen Gesellschaft“ Kapitalverbrechen wie Sexual- oder Raubmorde, vor allem aber auch Serienmorde, eigentlich gar nicht geben. So wichtig wie die Aufklärung solcher Fälle wurde deren Vertuschung angesehen. Die Zusammenarbeit mit der konkurrierenden Kriminalpolizei war schwierig. Treffen von Abgesandten des Innenministeriums der DDR, dem die Kriminalpolizei unterstand, und des Ministeriums für Staatssicherheit, zuständig für die Spezialkommission, wie am 9. März 1983, sollten die Zusammenarbeit „effektiver“ gestalten. Das Problem wurde erkannt, aber nicht gelöst.
Die Spezialkommissionen waren auch bei unnatürlichen Todesfällen (Suizid) von Funktionären des Staatsapparates für die Tatortuntersuchung zuständig.

### Unterstellte Dienststellen

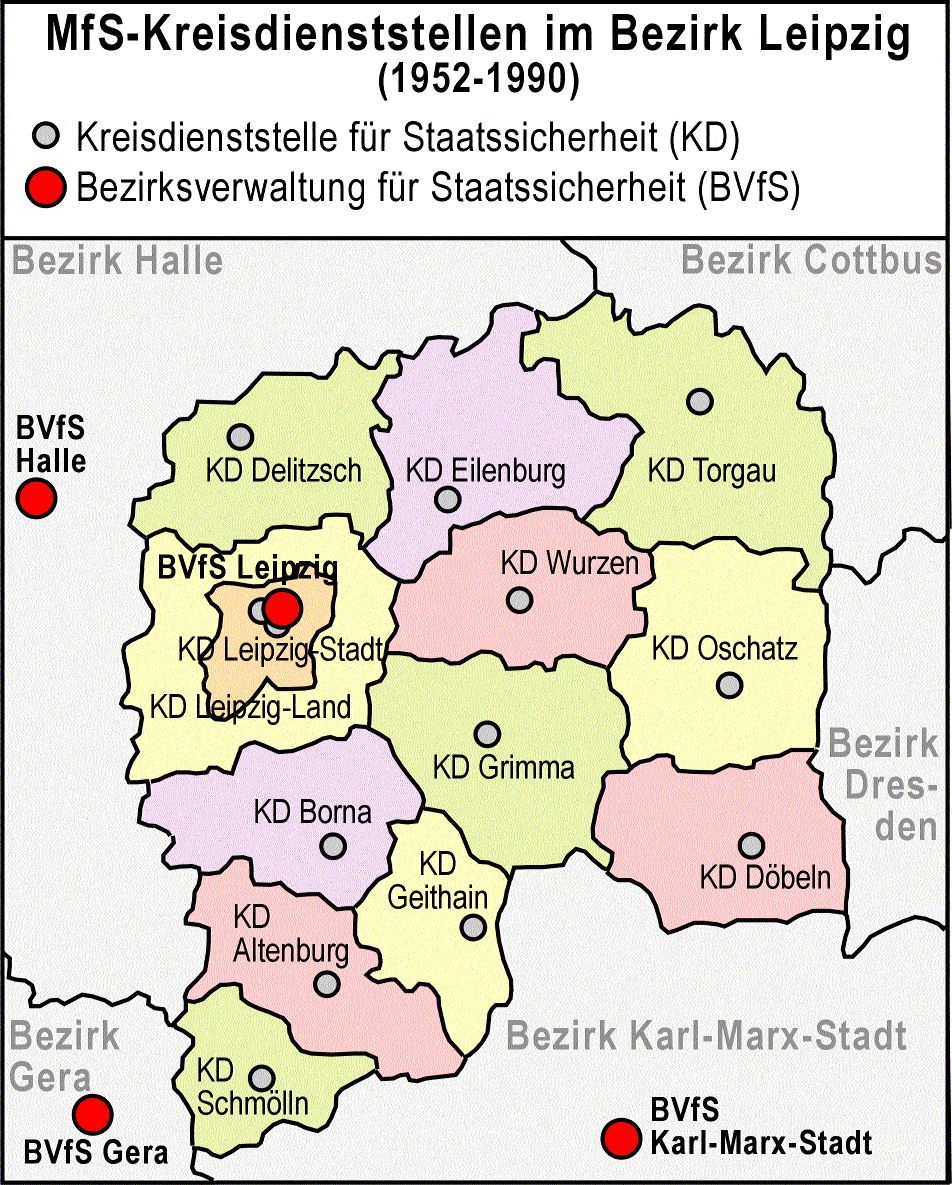
Kreisdienststellen des MfS im Bezirk Leipzig, 1989

Der BVfS Leipzig unterstanden insgesamt 13 Kreisdienststellen für Staatssicherheit (KDfS), deren Leiter alle Oberstleutnant (OSL) waren. Die Zahlen der Hauptamtlichen (HA) und der Inoffiziellen Mitarbeiter (IM) enthalten alle Mitarbeiter zum Stand 31. Oktober 1989.
1. KDfS Altenburg (Clara-Zetkin-Str. 10), Leitung: OSL Bernd Neudeck. IM (1989): 486. Überlieferter Akten-Umfang: 101 lfm.[90]
2. KDfS Borna (Luckaer Str. 16), Leitung: OSL Wolfgang Henter. IM (1989): 812. Überlieferter Akten-Umfang: 4 lfm.[91]
3. KDfS Delitzsch (Am Wallgraben 7), Leitung: OSL Frank Low. IM (1989): 437. Überlieferter Akten-Umfang: 57 lfm.[92]
4. KDfS Döbeln (Reichsteinstr. 2–4), Leitung: OSL Horst Schmidt. IM (1989): 640. Überlieferter Akten-Umfang: 47 lfm.[93]
5. KDfS Eilenburg (Gustav-Raute-Str. 6), Leitung: OSL Kurt Neubert. IM (1989): 444. Überlieferter Akten-Umfang: 51 lfm.[94]
6. KDfS Geithain (Schillerstr. 8), Leitung: OSL Karl-Heinz Moeller. HA: 27, IM (1989): 277. Überlieferter Akten-Umfang: 17 lfm.[95]
7. KDfS Grimma (Nordstr. 19), Leitung: OSL Dieter Nottrodt. HA: 38, IM (1989): 314. Überlieferter Akten-Umfang: 87 lfm.[96]
8. KDfS Leipzig-Land (Käthe-Kollwitz-Str. 82–84), Leitung: OSL Bruno Händel. IM (1989): 587. Überlieferter Akten-Umfang: 186 lfm.[97]
9. KDfS Leipzig-Stadt (Friedrich-Ebert-Str. 19a/b), Leitung: OSL Norbert Schmidt. HA: 210, IM (1989): 1407. Überlieferter Akten-Umfang: 380 lfm.[98]
10. KDfS Oschatz (Freiherr-vom-Stein-Promenade 11), Leitung: OSL Helmut Müller. IM (1989): 419. Überlieferter Akten-Umfang: 34 lfm.[99]
11. KDfS Schmölln (Lindenberg 23), Leitung: OSL Dieter Lugenheim. IM (1989): 237. Überlieferter Akten-Umfang: 4 lfm.[100]
12. KDfS Torgau (Str. der OdF 4), Leitung: OSL Karl-Heiz Böhm. IM (1989): 430. Überlieferter Akten-Umfang: 28 lfm.[101]
13. KDfS Wurzen (Dehnitzer Weg 4 a), Leitung: OSL Reimund Rädler. IM (1989): 323. Überlieferter Akten-Umfang: 74 lfm.[102]

Hinzu kamen die Untersuchungshaftanstalt (UHA) in der Beethovenstraße. Das im 19. Jahrhundert nach Entwürfen des Architekten Hugo Licht gebaute Gebäude der UHA war Teil eines ganzen Justiz- und Gefängniskomplexes gegenüber dem ehemaligen Reichsgericht. Dort wurden politische Häftlinge bis zur Verurteilung festgehalten. Das Gefängnis verfügte über eine Kapazität von 98 Zellen; die Durchschnittsbelegung lag im Jahr 1988 bei 45 Häftlingen. Leiter der Gefängnisses war zuletzt Oberstleutnant Horst Näther. Von 1952 bis 1989 waren hier mehr als 5.000 Menschen inhaftiert.

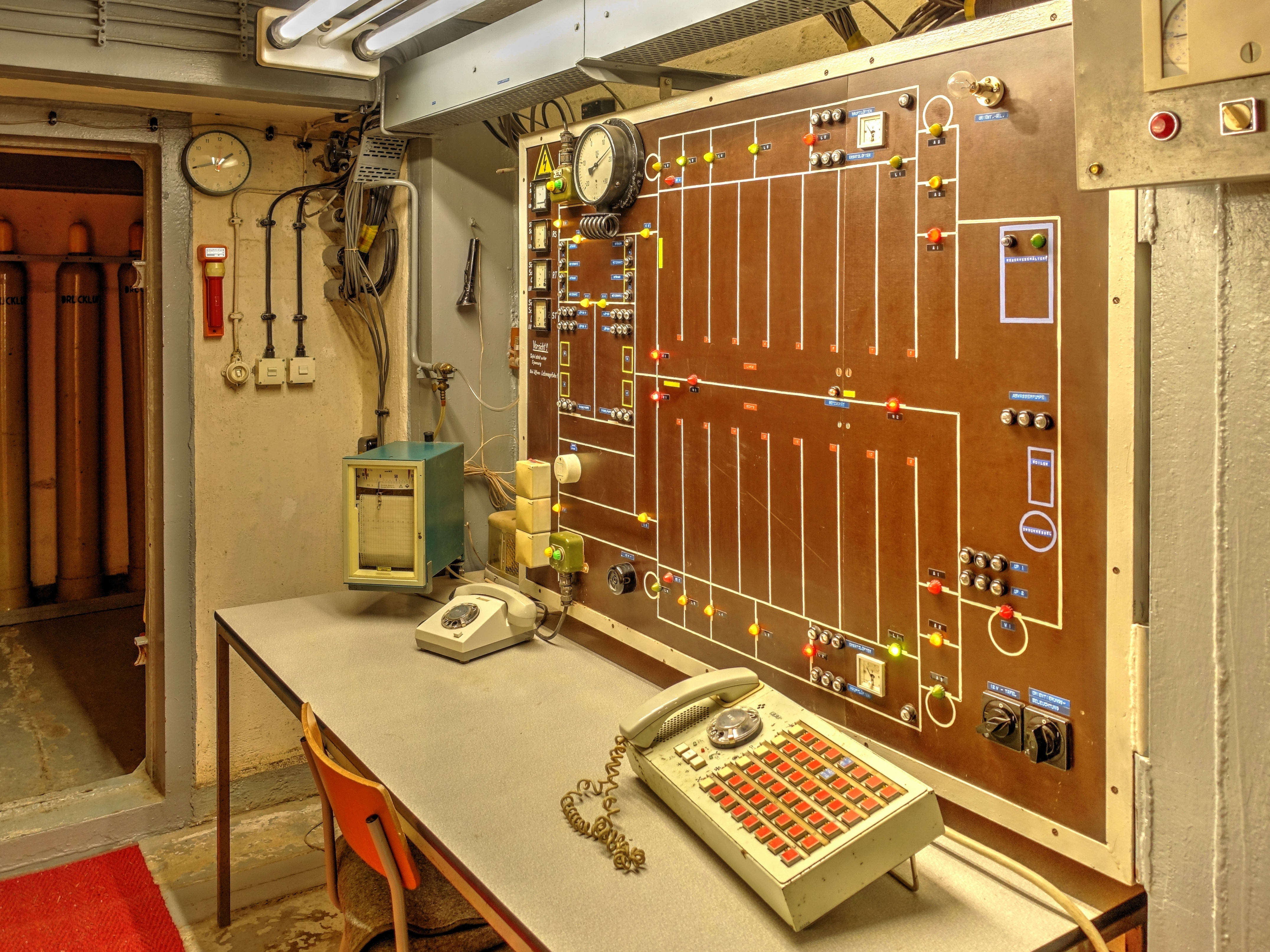
Tafel zur Überwachung der technischen Einrichtungen des Bunkers an den Lübschützer-Teichen, 2021

Die ehemalige Ausweichführungsstelle der BVfS Leipzig befand sich in geheimen Bunkeranlagen an den Lübschützer-Teichen in Machern. Der Bunker, der in den Jahren von 1968 bis 1972 gebaut worden war, wurde für den Fall eines Atomkriegs oder eines konventionellen Angriffs konzipiert. Das Gesamtgelände der etwa 20 km östlich von Leipzig liegenden Anlage ist 5,2 Hektar groß; die Bunkerinnenräume umfassen etwa insgesamt 1500 Quadratmeter. Das gesamte Gelände, das in eine innere und eine äußere Sicherheitszone eingeteilt und durch Maschendrahtzäune gesichert war, wurde ständig durch den Bunkerkommandanten im Range eines Majors des MfS, seinen Stellvertreter, sechs Wachsoldaten und mehrere Hunde gesichert. Die Anlage bot Platz für etwa 100 bis 120 hauptamtliche Mitarbeiter. Der massive Stahlbeton-Bunker (35 × 41 m) lag in 5 bis 6 m Tiefe, wobei die Bedeckung mit Erde rund 2,50 m betrug. Neben Arbeits- und Schlafräumen gab es sanitäre Einrichtungen, Küche, Krankenstation, Notstromaggregate, Luftfilter und Nachrichtentechnik. Die 16 Räume sind dabei zu zweimal acht Zinken wie bei einem Kamm angeordnet, wobei jeder Raum 2 × 14 m groß ist. Bis auf zwei Tiefbrunnenbohrungen wurden alle sonstigen Arbeiten von MfS-Mitarbeitern ausgeführt. Erst im Dezember 1989 entdeckte der Pfarrer der Stadt Machern den bis dahin geheimen Bunker, der 1995 auf Initiative des Bürgerkomitees unter Denkmalschutz gestellt wurde.
„Daneben belegte die BVfS Leipzig noch zahlreiche andere Dienstobjekte im Stadtgebiet von Leipzig, zum Beispiel die 3. Etage der Messehalle 7.11. und verschiedene Gebäude in der Friedrich-Ebert-Straße 19a/Gustav-Mahler-Straße 1-3, Käthe-Kollwitz-Straße 82/84, Rathenaustraße 54, Mathiesenstraße 16 und Primavesistraße 2. Nach der Fertigstellung des Erweiterungsbaus residierte die Leitung der BVfS (außer Stellvertreter Operative Technik/Sicherstellung) in der 4. Etage dieses Gebäudes.“
Daneben gab es noch eine weitere Dienststelle, das sogenannte „Objekt 2“ im Leipziger Stadtteil Leutzsch mit insgesamt 126 Mitarbeitern bei den „Rückwärtigen Diensten“, davon 40 bei den Kfz-Diensten. Mindestens von 1978 bis 1984 stahlen hier 13 Mitarbeiter Auto-Ersatzteile im bandenmäßigen Stil, indem sie neue Ersatzteile aus ihnen anvertrauten Autos ausbauten und durch alte Teile ersetzen. Die Schadenssumme durch den Diebstahl betrug mindestens 65.000 DDR-Mark. Zwar folgten Entlassungen, Degradierungen und Parteiausschlüsse, aber insgesamt fielen die Strafen milde aus. Zwei Mitarbeiter mussten in Untersuchungshaft nach Berlin-Hohenschönhausen. Ein Oberfeldwebel musste danach für zwei Jahre ins Gefängnis, während sein vorgesetzter Oberleutnant nur ein Jahr und acht Monate auf Bewährung erhielt.
Zudem wurden im Leipziger Stadtgebiet im Laufe der Jahre 817 konspirative Wohnungen und 46 konspirative Arbeitsräume genutzt.
Neben der BVfS gab es noch zwei Kreisdienststellen: KD Leipzig-Land und KD Leipzig-Stadt. Deren letzte Leiter waren OSL Norbert Schmidt (Stadt) und OSL Bruno Händel (Land). 1989 arbeiteten in der KD Leipzig-Stadt 210 Mitarbeiter.
Im Einflussgebiet der BVfS Leipzig befand sich von 1960 bis 1987 auch die Zentrale Hinrichtungsstätte der DDR. Im Erdgeschoss des Hauses Arndtstraße 48, mitten in einem Wohngebiet, wurden insgesamt 64 Menschen hingerichtet, in der Anfangszeit mit einem Fallbeil. Von 1968 bis 1981 vollstreckte MfS-Hauptmann Hermann Lorenz Todesurteile durch unerwarteten Nahschuss. Zwar wurde am 26. Juni 1981 mit Werner Teske letztmalig eine Hinrichtung in der DDR durchgeführt, der Staatsrat verkündete aber erst am 17. Juli 1987 die Abschaffung der Todesstrafe.

### Vorbereitung auf den Tag X

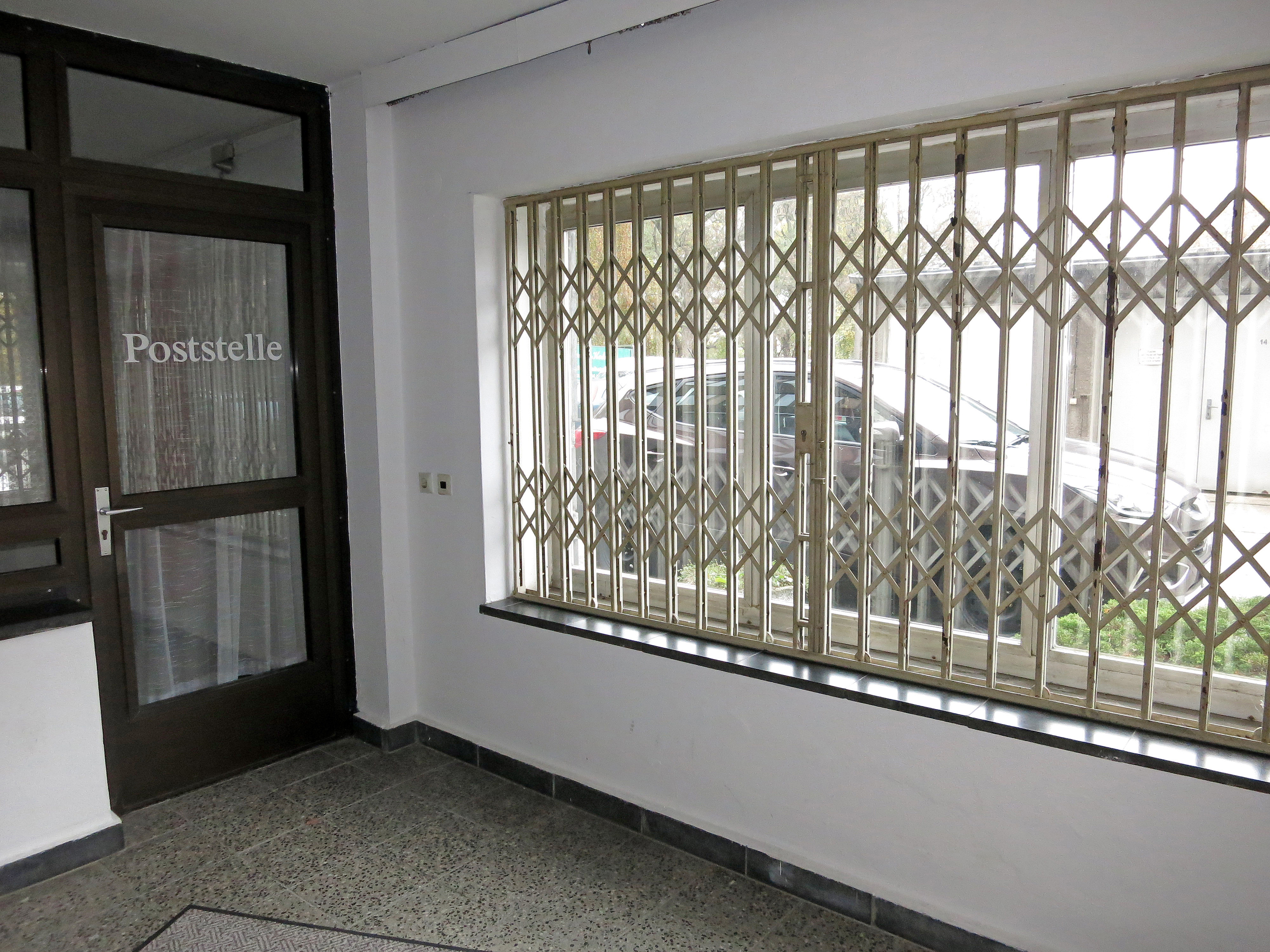
Abschließbare Scherengitter von 1984 zur Fenstersicherung am Mitarbeitereingang im Erweiterungsbau

Die streng geheime „Direktive 1/67“, die seit Ende Juli 1967 geplant worden war, sah eine konzertierte Aktion aller Bezirks- und Kreisdienststellen des Ministeriums für Staatssicherheit innerhalb von 24 Stunden vor. Die Direktive unterschied bei den Vorbeugemaßnahmen zwischen „Internierung“ und „Isolierung“. Interniert werden sollten Ausländer und Transitreisende, die sich auf dem Gebiet der DDR aufhielten. Dafür sollten insgesamt 35 Internierungslager mit einer Kapazität von 21.000 Personen und einer Maximalkapazität von 26.000 Personen eingerichtet werden; jedes sollte mindestens 60 km von der innerdeutschen Grenze entfernt sein. Auch Internierungslager für 855 Diplomaten und Korrespondenten in Berlin sollten eingerichtet werden.
Die „Isolierung“ richtete sich ausschließlich gegen die eigene Bevölkerung und wurde als Vorbeugekomplex bezeichnet. Im Dezember 1988 waren 85.939 Personen für diese Maßnahmen erfasst, davon 2.955 zur Inhaftierung in den MfS-Untersuchungshaftanstalten, 10.726 Personen zur Inhaftierung in den Isolierungslagern, 937 „unzuverlässige“ Leiter waren für eine verstärkte Überwachung mit dem Ziel ihrer späteren Ablösung vorgesehen und weitere 71.321 Bürger waren als „feindlich-negative Personen“ registriert.
Aus Leipzig ist eine Aufstellung mit dem Titel: „Im Rahmen des Vorbeugekomplexes zuzuführende Personen, die dem politischen Untergrund zuzuordnen sind“ überliefert. Die Liste, die an den Chef der Arbeitsgruppe des Leiters der Bezirksverwaltung Leipzig adressiert ist und auf den 9. Oktober 1989 datiert, umfasst 122 Personen mit Wohnanschrift und anderen Angaben.

## Aktivitäten (Auswahl)

### Telefon- und Postüberwachung

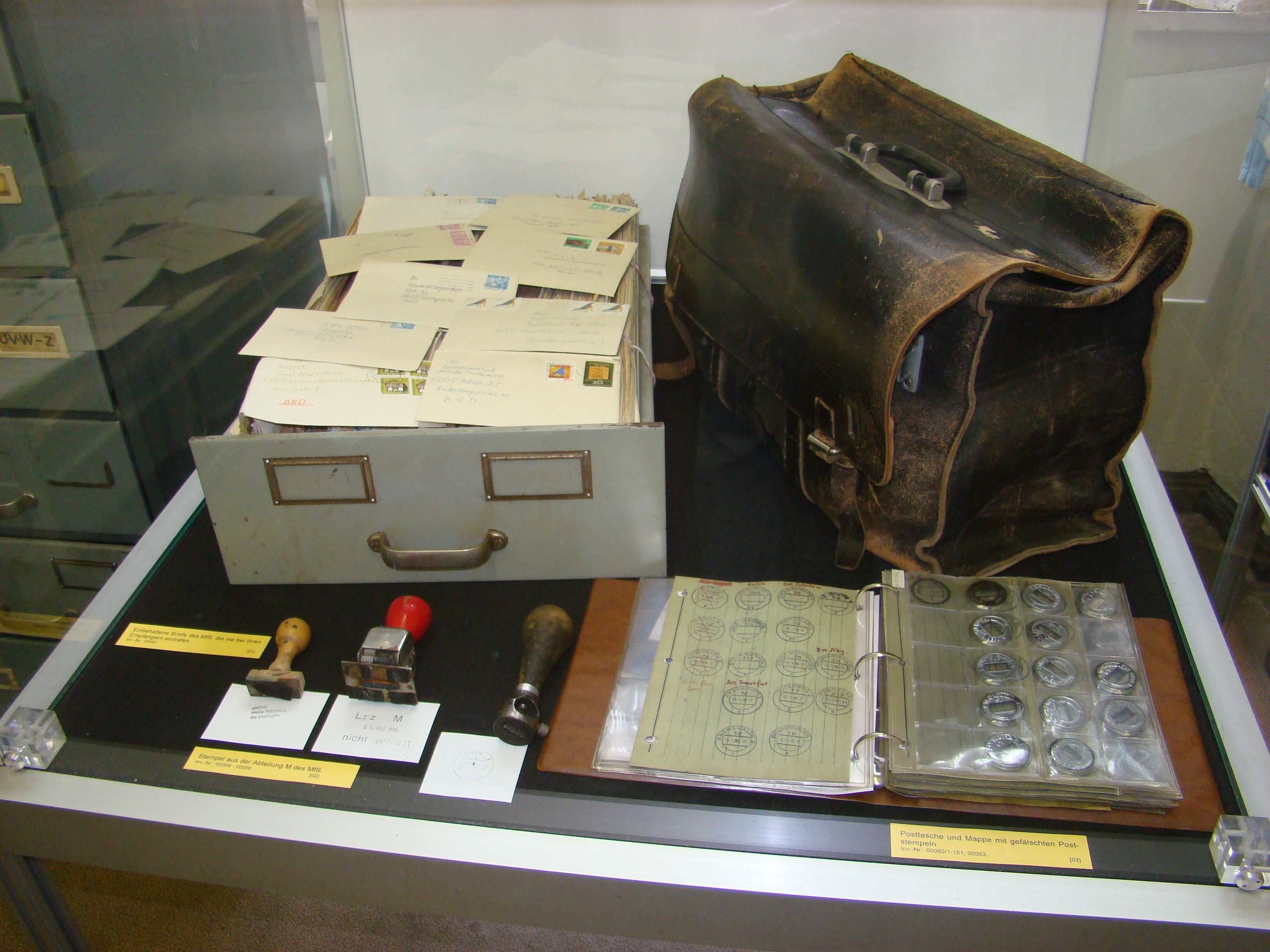
Sammlung gefälschter Poststempel und Schublade mit konfiszierten Briefen, 2007

Der Art. 31 der Verfassung der DDR von 1968 schützte das Postgeheimnis als unverletzbar. Es durfte nur auf gesetzlicher Grundlage eingeschränkt werden, wenn es die Sicherheit des sozialistischen Staates oder eine strafrechtliche Verfolgung erforderte. Die Mitarbeiter und Beauftragten der Deutschen Post der DDR waren nach § 18 des Gesetzes über das Post- und Fernmeldewesen verpflichtet, das Post- und Fernmeldegeheimnis zu wahren. Das unbefugte Öffnen von Briefsendungen oder Telegrammen während der Beförderung oder die Mitteilung des Inhalts von Nachrichten, die der Deutschen Post anvertraut waren, durch Mitarbeiter oder Beauftragte der Deutschen Post an Nichtberechtigte wurde gem. § 202 StGB (DDR) als Straftat gegen den Nachrichtenverkehr bestraft. Als Straftat gegen Freiheit und Würde des Menschen wurde bestraft, wer sich vom Inhalt eines verschlossenen Schriftstückes oder einer anderen verschlossenen Sendung unberechtigt Kenntnis verschaffte (§ 135 StGB-DDR). Dennoch erfolgte eine systematische Kontrolle aller Postsendungen aus oder in die Bundesrepublik oder West-Berlin durch die Abteilung M des Ministeriums für Staatssicherheit. Diese arbeitete mit der Deutschen Post der DDR zusammen. Innerhalb der Post firmierte die Postkontrolle unter der Tarnbezeichnung „Abteilung 12“ oder „Dienststelle 12“.
Die Postkontrolle des MfS begann im Jahr 1950 mit drei Referaten und einigen Dutzend Mitarbeitern und wurde kontinuierlich ausgebaut. Im Jahr 1989 verfügte der Bereich über zehn Abteilungen mit knapp 2.200 Mitarbeitern. Die Bedeutung, die der Postkontrolle beigemessen wurde, zeigte sich daran, dass der Leiter des Bereichs, Rudi Strobel, im Range eines Generalmajors stand und seit 1982 direkt Erich Mielke unterstand.
In den 1980er Jahren öffnete das MfS in der gesamten DDR pro Tag etwa 90.000 Briefe und 60.000 Pakete. In der Abteilung Postkontrolle waren in der BVfS Leipzig 200 Mitarbeiter damit beschäftigt, täglich bis zu 1200 Briefe mit Wasserdampf zu öffnen, den Inhalt auf beispielsweise Fluchtpläne zu prüfen und Kopien der Briefe anzufertigen. Im Anschluss daran wurden die Briefe wieder verschlossen und teilweise mit Bügeleisen geglättet. Aus der privaten Post wurden allein in Leipzig etwa 100.000 Schriftproben zusammengetragen, um Personen auch anhand ihrer Handschrift überführen zu können.
Daneben wurden auch im Bahnpostamt Leipzig sämtliche hier umgeschlagenen Pakete und Briefe untersucht und gegebenenfalls zur Abteilung M der BVfS Leipzig weitergeleitet. Auch die Leipziger Zollverwaltung wurde als Organ des Ministeriums für Außenhandel von der Hauptabteilung XVIII (HA XVIII) des Ministeriums für Staatssicherheit durch die Führung von Offizieren im besonderen Einsatz (OibEs) in Schlüsselpositionen kontrolliert.
Aufgrund der technischen Ausstattung konnten aus der Zentrale der BVfS heraus 600 Telefonate innerhalb Leipzigs gleichzeitig abgehört werden. Das kam, aufgrund der wenigen Anschlüsse insgesamt, einer Vollabdeckung gleich.

### Geruchsproben, Personenüberwachung, Verhöre, Zersetzung

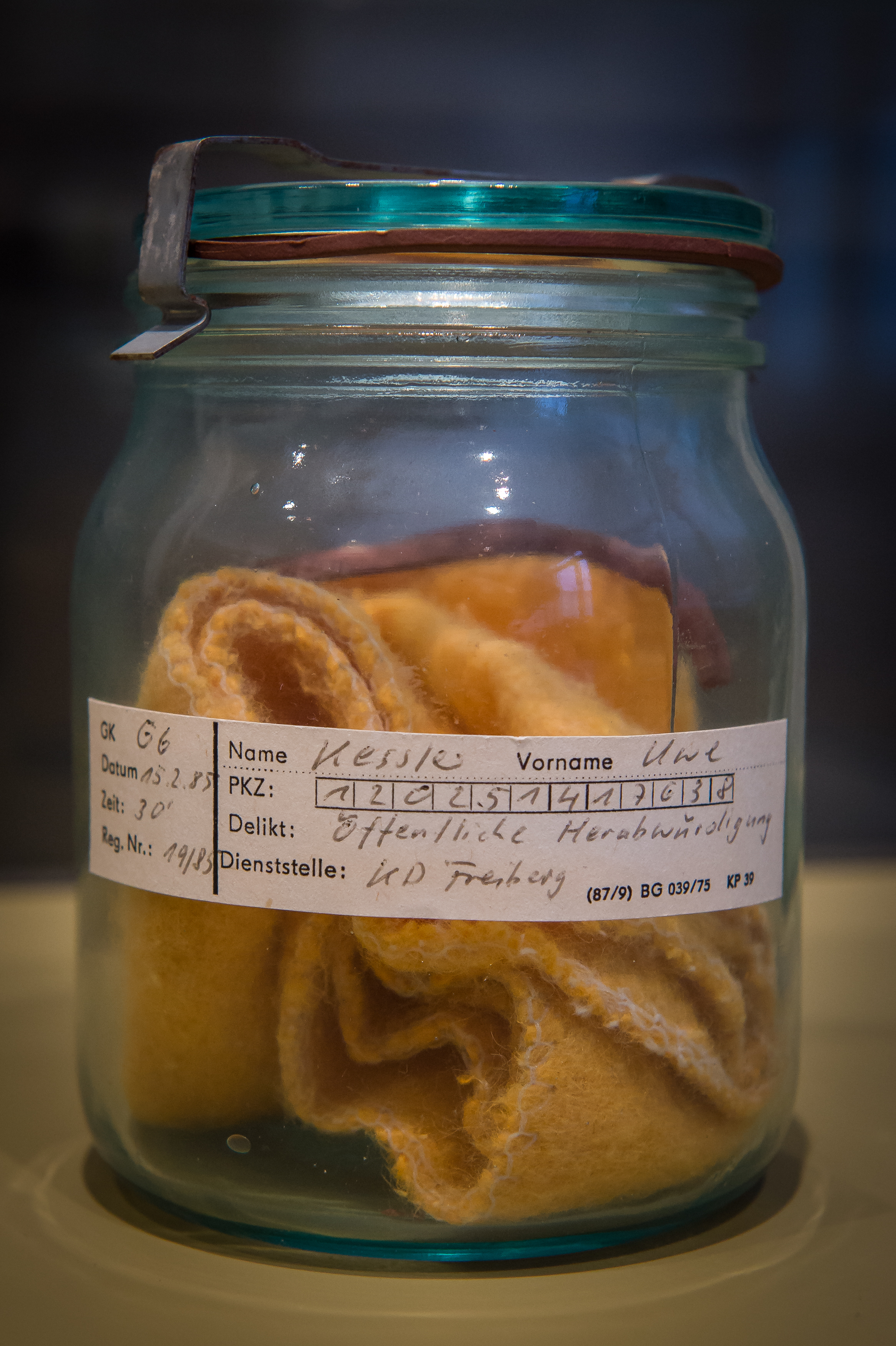
Beispiel einer Geruchsprobe aus der sächsischen Kreisdienststelle für Staatssicherheit Freiberg

Das bekannteste wie außergewöhnlichste Mittel, welches für die Überwachung, Vernehmungen und Zersetzungen verwendet wurde, war das Sammeln von Geruchsproben. Mit dieser gängigen Methode des MfS in Leipzig sollten unsichtbare Spuren des Individualgeruchs von Personen gesichert werden, um so oppositionelle Aktivitäten aufzuklären. Der Geruchskonserven-Speicher in der BVfS Leipzig wurde von der Abteilung 26 hergestellt und von der Abteilung XX geführt. Während der friedlichen Revolution mussten die Einweckgläser mit den Proben gesondert gesichert werden, da die Volkspolizei, die ebenfalls mit Geruchsproben arbeitete, versuchte, die Sammlung der Stasi zu übernehmen. Für einige Betroffene, welche die repressiven Aktivitäten noch selbst miterlebt haben, bilden „diese Geruchsproben … das Symbol für die Stasi-Tätigkeit“ schlechthin.
Personenüberwachung und Verhöre gehörten zur Haupttätigkeit der Staatssicherheit. So wurde Rainer Müller im Vorfeld der Leipziger Liebknecht-Luxemburg-Demonstration im Januar 1989 wegen geplanter oppositioneller Aktivitäten verhaftet. Das Ministerium für Staatssicherheit führte den Operativen Vorgang (OV) „Märtyrer“ gegen ihn. Mehrfach wurde er bei Demonstrationen festgenommen und mit Aufenthaltsverboten oder Geldstrafen belegt. Das Haus Mariannenstraße 46 im zerfallenden Altbauviertel des Leipziger Ostens, das er gemeinsam mit anderen Oppositionellen bewohnte, wurde rund um die Uhr wahrnehmbar vom MfS observiert.
Für die Verhöre wendeten die Stasimitarbeiter Isolationshaft, Nachtverhöre und Schlafentzug an. Zudem sollten psychische und anfangs auch physische Gewalt die Gefangenen zu Geständnissen zwingen. Im Zusammenhang mit den Verhören gab es die sogenannte „Linie 9“, ein mit kriminalpolizeilichen Befugnissen und geheimdienstlichen Möglichkeiten ausgestattetes eigenes „Ermittlungsorgan“. In den 1980er Jahren erreichte diese Abteilung bei den ersten Verhören eine Geständnisquote von über 80 Prozent, die 1988 auf 95 Prozent gesteigert wurde.
Die Zersetzung war eine geheimpolizeiliche Methode des MfS zur Bekämpfung vermeintlicher und tatsächlicher politischer Gegner. Als repressive Verfolgungspraxis bestanden die Zersetzungsmethoden aus umfangreichen, heimlichen Steuerungs- und Manipulationsfunktionen und subtilen Formen ausgeklügelten Psychoterrors bis in die persönlichsten und intimsten Beziehungen der Opfer hinein. Das MfS griff dabei auf ein Netz Inoffizieller Mitarbeiter, staatliche Einflussmöglichkeiten auf alle Arten von Institutionen sowie die „Operative Psychologie“ zurück.

### Kontrolle der Leipziger Messe

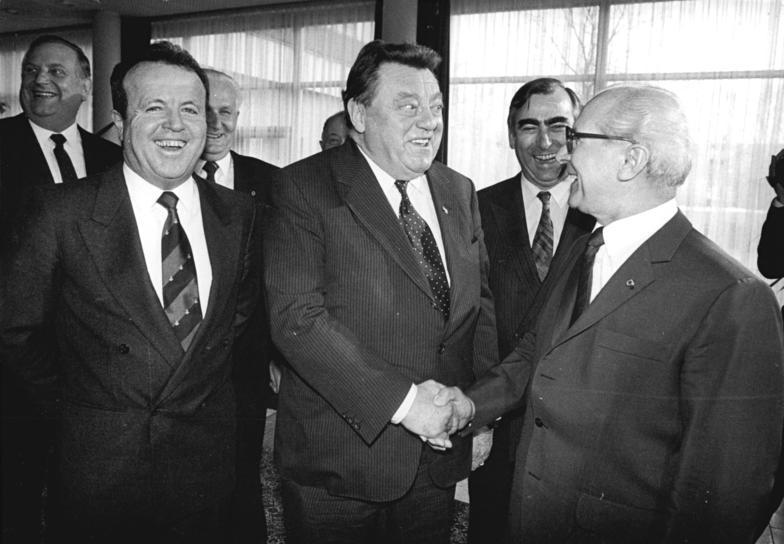
Deutsch-deutsche Begegnung bei der Leipziger Frühjahrsmesse 1987 (von links): Alexander Schalck-Golodkowski, Gerold Tandler, Günter Mittag, Franz Josef Strauß, Theo Waigel und Erich Honecker

Die Leipziger Messen fanden jährlich im März und September statt. Diese Großereignisse mit zahlreichen Besuchern aus Ost und West wurden von der Staatssicherheit intensiv überwacht, sowohl im Bereich der Absicherung der Veranstaltung als auch bei der Anbahnung entsprechender Kontakte im „Operationsgebiet“, worunter vor allem Länder des westlichen nichtsozialistischen Auslands verstanden wurden. So wurden aufgrund des Besuchs von Franz Josef Strauß auf der Leipziger Messe im Jahr 1985 „Erfahrungswerte aus dem Einsatz“ gesammelt, die für künftige vergleichbare Einsätze genutzt werden sollten. Zur Frühjahrsmesse 1987 war Strauß das nächste Mal in Leipzig.
Während die BVfS die 3. Etage der Messehalle 7.11. nutzte, unterstanden sieben Räume in der 2. Etage der KD Leipzig-Stadt („Objekt V“).
Dabei kam es während der Messe in Leipzig wiederholt zum Missbrauch der Schlüsselgewalt durch Mitarbeiter der Staatssicherheit, die diese nutzten, um während der Nacht Waren aus den Ausstellungsbereichen zu stehlen.
Während der Leipziger Messe wurden vor allem in den Hotels Astoria, International und Merkur in Leipzig Prostituierte – trotz des seit 1968 in der DDR geltenden Verbotes – als inoffizielle Mitarbeiterinnen eingesetzt, um als sogenannte „Honigfallen“ Material gegen die westdeutschen Freier zu sammeln, indem sie diese mit Sexangeboten in kompromittierende Situationen lockten, die heimlich von der Stasi dokumentiert wurden.
Westdeutsche, die während der Leipziger Messen in der DDR einen Arzt aufsuchen mussten, wurden bei den Untersuchungen von IM-Ärzten „abgeschöpft“. Diese verletzten damit zwar ihre ärztliche Schweigepflicht, trotzdem ließen sich viele Ärzte der DDR als inoffizielle Mitarbeiter anwerben. Bei den gewonnenen Informationen ging vor allem um die persönlichen, beruflichen und politischen Ansichten der Personen, um diese später selbst durch Erpressung als IM rekrutieren zu können.

### Aktivitäten der Auslandsspionage
Die Abt. XV (Auslandsaufklärung) in Leipzig unter der Leitung von Oberst Claus Brüning war vor allem für Nordrhein-Westfalen zuständig, im Speziellen unter anderem für die Staatskanzlei Nordrhein-Westfalens, das Forschungsinstitut Meinsberg, aber auch für Universitäten in Westdeutschland und Großbritannien. Die Analyse der Arbeit dieser Abteilung steht vor einer schwierigen Quellen- und Überlieferungslage, denn die Akten der Hauptverwaltung A durften im Wiedervereinigungsprozess 1990 ganz legal und fast vollständig vernichtet werden. Der „Zentrale Runde Tisch“ hatte der Selbstauflösung der HV A zugestimmt, was eine umfassende, eigenmächtige und unkontrollierte Spurenbeseitigung ermöglichte. Als Besonderheit sind in Leipzig noch 40 lfm. an Akten dieser Abteilung erhalten geblieben.
Aus diesen und den nicht vernichteten Akten anderer Abteilungen lassen sich dennoch Fallbeispiele rekonstruieren, wie jenes für das Wirken der BVfS Leipzig im westfälischen Münster: Die Leipziger Bezirksverwaltung versuchte ab 1973 einen Bibliothekar der Universität Münster anzuwerben, was gelang, da dieser ein Verhältnis mit einer verheirateten DDR-Bürgerin hatte. Zunächst wurde die Leipzigerin als IM „Annelie“ angeworben und ab Mai 1974 wurde auch der Bibliothekar als IM „Park“ geführt. Die Treffen mit seinem Führungsoffizier erlaubten „Park“ unbeschränkte Einreisemöglichkeiten in die DDR; den obligatorischen Mindestumtausch musste er nicht leisten und er erhielt zudem „operative Zuwendungen“. Auch nach seinem Ruhestand 1983 wollte er weiterhin Zuwendungen, ein unbegrenztes Visum und die (Zwangs-)Umtauschbefreiung für die Reisen zu seiner Geliebten „Annelie“ nach Leipzig behalten. Selbst nach ihrer Ausreise 1987 blieb er als IM/DA („Deckadresse“) im Einsatz. Das letzte Treffen mit einem Führungsoffizier fand noch im Oktober 1989 statt.
Ein anderes Fallbeispiel betrifft Aktivitäten der Stasi in Aachen. Dafür wurden Mitarbeiter des DDR-Zugpersonals als inoffizielle Mitarbeiter (IM) genutzt. Auch als Journalisten der „Aachener Zeitung“ in der DDR unterwegs waren, gerieten sie ins Visier der Stasi. Diese war aber ebenso an Forschungsinhalten der RWTH Aachen interessiert und versuchte, den akademischen Austausch zur Technikspionage zu nutzen.

### Zusammenarbeit mit dem KGB
Das MfS blieb auch nach seiner formellen Gleichberechtigung mit dem KGB im Jahr 1958 ein „Diener zweier Herren“. Es agierte zugleich als „Schild und Schwert“ der SED wie als Dienstleister für die sowjetischen „Freunde“. Dabei prägte informelle Unterwerfung des MfS die Kooperation mit dem KGB. Die Zusammenarbeit in Leipzig erfolgte unter anderem mit der KGB-Residentur in der Käthe-Kollwitz-Straße. Die Residenturen hatten eine Doppelfunktion, einerseits waren sie für den Kontakt zur Staatssicherheit zuständig, gleichzeitig waren aber die dort Entsandten Mitarbeiter der Auslandsspionage des KGB.
Der Verbindungsoffizier des KGB war von November 1955 bis April 1956 Oberst Vladimir Mikhailovich Sitnov (1914–1989, СИТНОВ Владимир Михайлович).
Aus der BVfS Leipzig ist die Weitergabe qualifizierter IMs an den KGB bekannt. So berichtet zum 6. November 1987 der Stellvertreter Aufklärung der Bezirksverwaltung Leipzig an die Hauptverwaltung A in Berlin über die Übergabe zweier IM „aus Anlass des 70. Jahrestags der Großen Sozialistischen Oktoberrevolution“.
Die Gruppe der Sowjetischen Streitkräfte in Deutschland (GSSD) hatte ihre Stützpunkte in Leisnig, Grimma, Leipzig, Wurzen, Torgau, Nobitz und Oschatz. Die Absicherung dieser sowjetischen Militärobjekte bildete einen wesentlichen Teil der Arbeit der BVfS, ebenso wie der Umgang mit den sich aus der Anwesenheit so vieler sowjetischer Soldaten im Bezirk ergebenden Problemen.

## Personen mit Bezug zur BVfS Leipzig

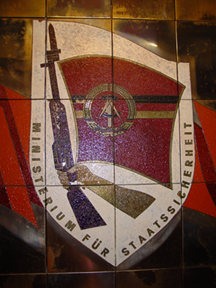
Wandbild aus der Stasi-Zentrale Leipzig, 2004

### Bekannte Mitarbeiter (Auswahl)
- Karli Coburger (* 1929), vor 1953 im Bereich der MfS-Bezirksverwaltung Leipzig tätig
- Harry Herrmann (* 1930), in Abteilung XV, zuständig für Spionage (1956–1963)
- Jörg Strenger (* 1948), Major der MfS-Bezirksverwaltung Leipzig in der Abteilung XX
- Heinz Geyer (1929–2008), 1952 Leiter der Abteilung II (Spionageabwehr), 1953 stellvertretender Leiter der BVfS Leipzig, ab 1958 deren kommissarischer Leiter

### Stellvertretender Operativ des Leiters
- Herbert Weidauer (1909–1975), stellv. Operativ des Leiters der BVfS Leipzig[137]
- Karl Kreusel (1911–1996), 1956 stellv. Operativ des Leiters der BVfS Leipzig[138]
- Heinz Pommer (1929–2004), 1964 stellv. Operativ des Leiters der BVfS Leipzig[139]

### Inoffizielle Mitarbeiter (Auswahl)
- Heinz Kucharski, tätig als Verlagslektor im Paul-List-Verlag sowie am Museum für Völkerkunde zu Leipzig, wurde als IM „Lektor“ geführt. Als Vertrauensperson eines Künstlerkreises in Leipzig sei es ihm gelungen, „deren politische Unzufriedenheit auszuspionieren und zu neutralisieren“[140], indem mehrere Künstler verhaftet wurden.
- Hans-Joachim Rotzsch, der von 1972 bis 1991 Leiter des berühmten Leipziger Thomanerchors war, musste zurücktreten, als bekannt wurde, dass er seit 1973 als IM tätig war.[141][142]
- Peter Zimmermann, Theologiedozent der Karl-Marx-Universität, einer der sogenannten Sechs von Leipzig, war lange Zeit als IM „Karl Erb“ für das MfS tätig.[143]
- Unter dem Namen IM „Drossel“ war ein Chormitglied des Leipziger Rundfunkchors für die Stasi aktiv. Ein zweites Chormitglied war als IM gegen die katholische Kirche aktiv, spionierte aber nicht im Chor selbst.[144]
- Während seiner Schauspielausbildung wurde Andreas Schmidt-Schaller 1967 vom Ministerium für Staatssicherheit angeworben, dem er als IM „Jochen“ (Registriernummer XIII 318/67) Informationen über die Leipziger Theaterhochschule und das Theater Karl-Marx-Stadt zutrug. 1971 beendete er die Zusammenarbeit, als von ihm verlangt wurde, persönliche Dinge über seine Schauspielkollegen zu berichten.[145][146]
- Nach bisherigen Auswertungen hat der Anteil von IMs an der Medizinischen Fakultät der Universität Leipzig bei unter zehn Prozent gelegen.[147]

### Wladimir Putin in Leipzig

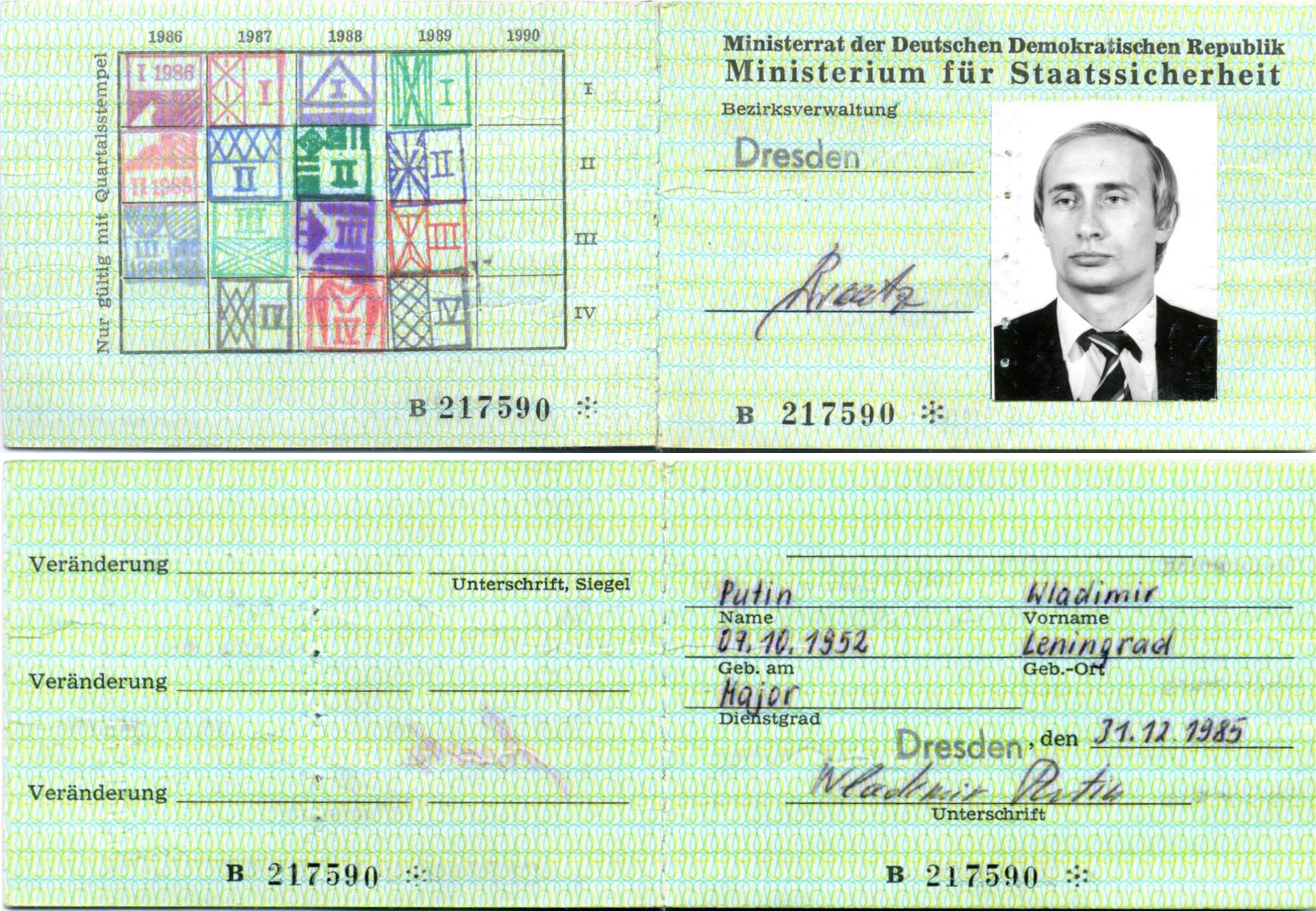
Stasi-Dienstausweis von Wladimir Putin, 1985–1989

Wladimir Putin, der unter mehreren falschen Identitäten und verschiedenen Decknamen (unter anderem „Platow“) operierte, wird heute überwiegend mit seiner nachrichtendienstlichen Tätigkeit von 1985 bis 1990 in der KGB-Residentur Dresden verbunden. Bereits in den Jahren vorher war er als Tarnung offiziell aber für drei andere Tätigkeitsbereiche vorgesehen, die allesamt in Leipzig lagen. Einerseits war er unter dem Namen „Oberstleutnant Adamow“ zuständig für die Leitung des Hauses der deutsch-sowjetischen Freundschaft (DSF) am Dittrichring 21 in Leipzig. Das Haus, das genau gegenüber dem Gebäude „Runde Ecke“ und damit der BVfS Leipzig liegt, wurde seit dem 10. Mai 1952 für den Zweck genutzt. Die offizielle Arbeitsstelle Putins im Jahr 1984 war wohl das Generalkonsulat der Sowjetunion in der Turmgutstraße 1 in Leipzig, das für die vier südlichen DDR-Bezirke Dresden, Leipzig, Karl-Marx-Stadt und Gera zuständig war. Hier war er unter dem Namen „Aleksandr Rybin“ mit einer Akkreditierung von 1982 bis 1986 tätig. Seine dritte offizielle Arbeitsstelle scheint die sowjetische Handelsmission in der Springerstraße 7 in Leipzig gewesen zu sein, ganz in der Nähe der KGB-Residentur in der Richterstraße 8. Putins Stammkneipe in Leipzig wurde die Gosenschenke „Ohne Bedenken“, die am 13. Mai 1986 wieder eröffnet wurde. In einem 2001 veröffentlichten Interview eines ehemaligen russischen Studenten in Leipzig im Jahr 1984 macht dieser Andeutungen über Putins dortige Tätigkeit.
Sein auf den 31. Dezember 1985 datierter und von der BVfS Dresden ausgestellter Ausweis des Ministeriums für Staatssicherheit ist nicht ungewöhnlich, denn 1978 hatte sich die Stasi verpflichtet, Mitarbeiter des KGB mit Dokumenten auszurüsten, „die es ihnen gestatten, die Diensträumlichkeiten des MfS der DDR zu betreten“. Bis 1989 erreichte Putin den Dienstgrad eines Oberstleutnants, was auf eine Dienststellung als stellvertretender Abteilungsleiter in der Dresdner KGB-Residentur hindeutet. Er wohnte während dieser Zeit mit seiner Familie in einem Plattenbau in der Radeberger Straße 101 in Dresden.

## Akten, Literatur und Medien

### Aktensituation und Erschließung
Insgesamt lagern im Stasi-Unterlagen-Archiv Leipzig 5736,30 laufende Meter Unterlagen sowie ca. 3000 laufende Meter Schriftgut auf Sicherungs- und Arbeitsfilmen. Die Unterlagen der Diensteinheiten der Bezirksverwaltung sind vollständig erschlossen. Der Außenstellenleiter ist seit 2020 Stefan Walter. Er folgte auf Regina Schild, die seit November 1990 Leiterin der Außenstelle war.
In Leipzig sind 62 Mitarbeiterinnen für die mehr als 8.600 Regal-Meter Unterlagen zuständig. Seit 1992 sind etwa 240.000 Anträge zur persönlichen Akteneinsicht in Leipzig eingegangen.
In den Beständen sind mehr als 2,8 Millionen Karteikarten in 493 verschiedenen Karteien überliefert. Die zentrale Personenkartei enthält über 300.000 Namen. An zerstörten Materialien sind noch 2305 Säcke mit Papierschnipseln, zerstörten Filmen, Fotos und Tonbänder erhalten, aber aufgrund des Zustandes nicht erschlossen.
Die überlieferten Tonaufzeichnungen der ehemaligen BV Leipzig umfassen insgesamt 1.003 Stück und werden zentral in Berlin aufbewahrt.
Die überlieferten Karten/Pläne und Plakate der ehemaligen BV Leipzig umfassen insgesamt 12.641 Stück.
Die überlieferten Fotografien (Fotopositive, Fotonegative, DIAs) der ehemaligen BV Leipzig umfassen insgesamt 150.612 Stück. Eine Besonderheit des Aktenbestandes der BV Leipzig bildet die Menge der überlieferten Unterlagen über die Abteilung XV (Auslandsaufklärung). Im Gegensatz zu den Beständen der HV A in Berlin und den Abteilungen XV in den anderen Bezirksverwaltungen gab es in Leipzig deutlich weniger Vernichtungen. Die dort überlieferten 40 Lfm. (von der gesamten HV A sind nur 45 Lfm. überliefert) ermöglichen den einzigen detaillierten Einblick in diese West-Arbeit der Bezirksverwaltungen.

### Forschungsliteratur
- Martin Albrecht: Die Untersuchungshaftanstalt der Staatssicherheit in Leipzig: Mitarbeiter, Ermittlungsverfahren und Haftbedingungen. Der Bundesbeauftragte für die Unterlagen des Staatssicherheitsdienstes der ehemaligen Deutschen Demokratischen Republik, Berlin 2017, ISBN 978-3-942130-81-3, S. 64–100.
- Uwe Bastian: Zersetzungsmassnahmen der Staatssicherheit am Beispiel des Operativvorganges „Entwurf“: die Staatssicherheit gegen unabhängige linke Politikansätze in der DDR. (= Forschungsverbund SED-Staat: Arbeitspapiere des Forschungsverbundes SED-Staat. Nr. 8). Freie Universität Berlin, 1993.
- Gerhard Besier: Staatssicherheit in Kirche und Theologie. In: Kirchliche Zeitgeschichte. 4/1, Mai 1991, S. 293–312.
- Peter Boeger, Elise Catrain (Hrsg.): Stasi in Sachsen, Die DDR-Geheimpolizei in den Bezirken Dresden, Karl-Marx-Stadt und Leipzig. Der Bundesbeauftragte für die Unterlagen des Staatssicherheitsdienstes der ehemaligen Deutschen Demokratischen Republik, ISBN 978-3-946572-01-5, S. 156–161. (pdf)
- Elise Catrain: Hochschule im Überwachungsstaat: Struktur und Aktivitäten des Ministeriums für Staatssicherheit an der Karl-Marx-Universität Leipzig (1968/69–1981). Leipziger Univ.-Verlag, Leipzig 2013, ISBN 978-3-86583-725-7, S. 63–212.
- Edgar Dusdal: Stasi intern: Macht und Banalität. hrsg. vom Bürgerkomitee Leipzig. 3. Auflage. Forum Verlag Leipzig, Leipzig 1998, ISBN 3-931801-06-3.
- Nils Franke: Verstrickung: der FDGB Leipzig im Spannungsfeld von SED und Staatssicherheit 1946–1989. hrsg. von der Kreisverwaltung der ÖTV Leipzig. Leipzig: Militzke 2002, ISBN 3-86189-133-6.
- Anna Funder: Stasiland. Stories from behind the Berlin Wall. Granta Books, London 2003, S. 6–9.
- Tobias Hollitzer: „Wir leben jedenfalls von Montag zu Montag“: zur Auflösung der Staatssicherheit in Leipzig; erste Erkenntnisse und Schlußfolgerungen. Der Bundesbeauftragte für die Unterlagen des Staatssicherheitsdienstes der Ehemaligen Deutschen Demokratischen Republik, Abteilung Bildung und Forschung 1999.
- Marius Mechler: Lost & Dark Places leipzig. 33 vergessene, verlassene und unheimliche Orte. Bruckmann Verlag, München 2022, ISBN 978-3-7343-2504-5, S. 16–21 und 84–89.
- Jens Schöne: „Das Bezirksamt ist handlungsunfähig“ Vom eigentlichen Ende der DDR-Geheimpolizei. In: Deutschland Archiv. 14. Januar 2020. (bpb.de, abgerufen am 3. März 2023).
- Peter Wensierski: Die unheimliche Leichtigkeit der Revolution: wie eine Gruppe junger Leipziger die Rebellion in der DDR wagte. Deutsche Verlags-Anstalt, München / Spiegel-Verlag, Hamburg 2017, ISBN 978-3-421-04751-9.

### Erlebnisberichte
- Manfred Bols: Ende der Schweigepflicht: aus dem Leben eines Geheimdienstlers. Edition Ost, Berlin 2002, ISBN 3-360-01037-X.
- Ariane Becker, Annet Schwarz, Dirk Schneider: Stasi intim, Gespräche mit ehemaligen MfS-Angehörigen. Forum Verlag Leipzig, Leipzig 1990.
- Helga Brachmann: Ich wollte es erst nicht glauben. Erfahrungen mit Stasi und IM anlässlich eines Familientreffens. In: Arbeitsgruppe Zeitzeugen der Seniorenakademie 2004/2005. (research.uni-leipzig.de, abgerufen am 3. März 2023).
- Günter Fritzsch: Gesicht zur Wand: Willkür und Erpressung hinter Mielkes Mauern. Benno-Verlag, Leipzig 1993, ISBN 3-7462-1069-0.
- Willi Lange: Such dir einen zweiten Mann: von Stasihaft in Leipzig und mecklenburgischem Landpastorenleben. Bearb. von Christoph Wunnicke. Landesbeauftragte für Mecklenburg-Vorpommern für die Unterlagen des Staatssicherheitsdienstes der Ehemaligen DDR, Schwerin 2010, ISBN 978-3-933255-34-1.
- Christel Resties: In der Höhle des Löwen – unsere Stasireise. In: LeMO-Zeitzeugen, Lebendiges Museum Online, Stiftung Haus der Geschichte der Bundesrepublik Deutschland (hdg.de, abgerufen am 3. März 2023).
- Georg-Siegfried Schmutzler: Gegen den Strom: Erlebtes aus Leipzig unter Hitler und der Stasi. Vandenhoeck & Ruprecht, Göttingen 1992, ISBN 3-525-55420-6.
- Hanskarl Hoerning: Harlekin im Stasiland: Report eines Leipziger „Pfeffermüllers“. Bleicher, Gerlingen 1994, ISBN 3-88350-104-2.
- Acht junge Arbeiter aus Jena und Leipzig: unterdrückt – verhaftet – freigekauft … und abgeschoben; Rudil Moldt, Ruprecht Schröder: politische Häftlinge der Stasi; Fälle politischer Unterdrückung in der DDR – im geteilten Deutschland; eine Dokumentation. Hrsg. vom Komitee zur Verteidigung und Verwirklichung der Demokratischen Rechte und Freiheiten in Ost und West – in ganz Deutschland. Bochum 1978.

### Medienberichte und Medien
- Matthäikirchhof. Fotobuch von Iona Dutz mit Texten von Arnold Bartetzky, Uta Bretschneider, Anke Hannemann und Anselm Hartinger. Spere publishers, Leipzig 2023, ISBN 978-3-910737-00-6.
- Arnold Bartetzky: Stasi-Zentrale in Leipzig: Gebt die Festung dem Volk. In: Frankfurter Allgemeine Zeitung. 8. Mai 2021, abgerufen am 2. März 2023
- Christian Booß: Das Leipziger Modell ’89 – Wie die Partnerschaft von Bürgern und Stasi den friedlichen Wandel prägte. In: mdr.de, 16. Dezember 2022, abgerufen am 2. März 2023
- Museum im Stasi-Bunker. In: Spiegel online. 19. August 2009 (spiegel.de, abgerufen am 5. März 2023)
- Die Leipziger Stasi-Zentrale – DDR Relikt in bester Citylage, Video des MDR Fernsehen vom 3. März 2022, Dauer: 45 Minuten
- Runde Ecke in Leipzig: Eine Bezirks-Zentrale der Stasi im Umbruch auf YouTube (Vortrag von Rainer Eckert). Dauer: 1:08:41 Stunde
- Stasi-Zentrale und Stasi-Bunker in Leipzig, 1991 auf YouTube (aus „Reportagen und Berichte“, 4. Dezember 1991 von rbb Media). Dauer: 4,27 Minuten
- Rolf Mainz: Das Verhör. Leipziger Stasi-Dialoge ’76. gesendet vom Deutschlandfunk am 20. Mai 1980 (Wiederholung: 21. April 1986).
- Georg Mascolo, Gunter Latsch: Geruchsproben. In: Spiegel-TV-Bericht, 2. September 1990, abgerufen am 27. März 2023.